# Tàu chiến-tuần dương

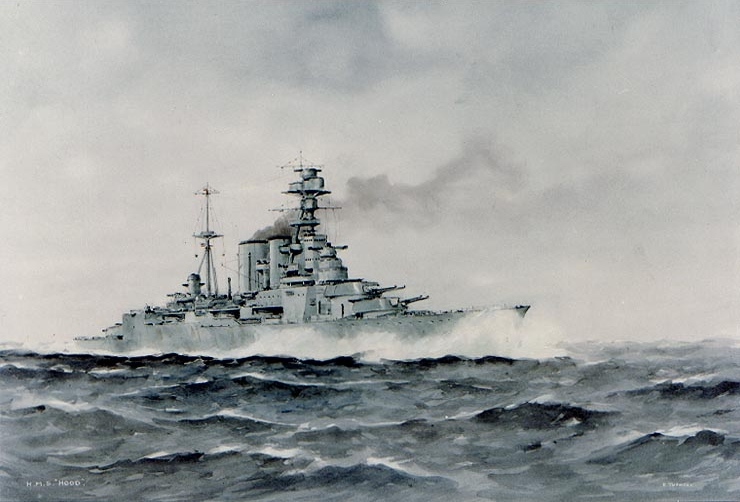
HMS Hood, tàu chiến-tuần dương lớn nhất từng được chế tạo, lớn hơn mọi thiết giáp hạm Anh Quốc cho đến khi chiếc HMS Vanguard đưa ra hoạt động vào năm 1946. Nó bị đánh chìm trong trận chiến eo biển Đan Mạch sau khi bị trúng một phát đạn pháo 381 mm của thiết giáp hạm Đức Bismarck với tổn thất toàn bộ thủy thủ đoàn ngoại trừ ba người sống sót.

Tàu chiến-tuần dương (tiếng Anh: battlecruiser hoặc battle cruiser; tiếng Việt còn gọi là tàu tuần dương chiến đấu hay tàu tuần dương thiết giáp) là những tàu chiến lớn vào nửa đầu của thế kỷ 20 được Hải quân Hoàng gia Anh sử dụng lần đầu tiên. Tàu chiến-tuần dương được phát triển như là kiểu tiếp nối của tàu tuần dương bọc thép, nhưng sự tiến triển của chúng có liên quan gần gũi với sự hình thành kiểu thiết giáp hạm thế hệ dreadnought. Chiếc đầu tiên như vậy, Invincible, ban đầu được thiết kế như một "tàu tuần dương dreadnought".
Tàu chiến-tuần dương nói chung có kích cỡ và phí tổn tương đương với thiết giáp hạm cùng thế hệ, thường sử dụng chung một dàn pháo chính hạng nặng, nhưng đánh đổi lớp vỏ giáp hay hỏa lực để có tốc độ nhanh hơn. Những tàu chiến-tuần dương đầu tiên mang lớp vỏ giáp yếu hơn đáng kể so với thiết giáp hạm tương đương, có nghĩa là chúng không định chịu đựng nổi cỡ pháo mà bản thân chúng mang theo; do đó kiểu tàu này sẽ gây nhiều hư hại cho đối thủ hơn là chúng có thể chịu đựng.
Mối liên quan giữa tàu chiến-tuần dương và thiết giáp hạm chưa bao giờ được tách biệt rõ ràng. Việc phát minh ra tàu chiến-tuần dương trong Hải quân Hoàng gia được thúc đẩy bởi Đô đốc Jackie Fisher, người đã tiên đoán rằng đây sẽ là một kiểu tàu tuần dương bọc thép mới mang tính cách mạng có thể thay thế cho thiết giáp hạm trong vai trò vũ khí trên biển chủ yếu của Anh. Ý tưởng của Fisher tập trung vào việc tàu chiến-tuần dương hoạt động bảo vệ đế chế, được hướng dẫn bởi mạng lưới thông tin toàn cầu và việc vạch đường từ Bộ Hải quân, nhằm tiêu diệt những con tàu yếu hơn muốn cướp bóc tàu bè thương mại trong vùng biển quốc tế, và đối đầu các tàu chiến mạnh hơn bằng hỏa lực chính xác ở tầm xa hơn.
Trong suốt Chiến tranh Thế giới thứ nhất, tàu chiến-tuần dương được sử dụng chủ yếu như một sự bổ sung các đơn vị di chuyển nhanh và khó bắn trúng cho hạm đội thiết giáp hạm. Tàu chiến-tuần dương đã tạo nên một phần hải quân các nước Anh, Đức và Nhật Bản trong Thế Chiến I và đã tham gia nhiều cuộc cướp phá và đụng độ lẻ tẻ cũng như trong trận Jutland.
Trong vai trò cướp tàu buôn được Đô đốc Fisher tiên đoán, tàu chiến-tuần dương sẽ dần được các tàu ngầm và máy bay thay thế. Quyết định của Đức tham gia cuộc chiến tranh tàu ngầm không hạn chế vào năm 1917, một quyết định được các cường quốc hải quân chủ yếu khác trong Thế Chiến II ganh đua, diễn tả suy nghĩ phía sau là tàu chiến-tuần dương đã lạc hậu.
Đến cuối Chiến tranh thế giới thứ nhất, ít có điểm khác biệt giữa thiết kế của một tàu chiến-tuần dương so với một thiết giáp hạm nhanh. Sau khi chiến tranh kết thúc, cả Anh Quốc, Nhật Bản và Hoa Kỳ đều thiết kế những tàu chiến-tuần dương với vũ khí tương đương với thiết giáp hạm, cho dù nhanh hơn và vỏ giáp không dày bằng. Hiệp ước Hải quân Washington, vốn giới hạn việc chế tạo tàu chiến chủ lực từ năm 1922 đã coi thiết giáp hạm và tàu chiến-tuần dương là như nhau. Thế hệ tàu chiến-tuần dương mới được vạch kế hoạch đều bị tháo dỡ theo những điều khoản của Hiệp ước này.
Từ 1930, chỉ còn Hải quân Hoàng gia tiếp tục coi tàu chiến-tuần dương như một lớp tàu riêng biệt trong việc phân lớp những tàu chiến thế hệ Đệ Nhất thế chiến còn phục vụ trong hạm đội. Tuy nhiên, các lớp tàu chiến chủ lực nhanh nhẹ, do Đức và Pháp phát triển Scharnhorst và Dunkerque lại thường được xem như những tàu chiến-tuần dương, vì chúng có vỏ giáp tương đương nhưng nhỏ hơn và mang cỡ pháo nhỏ hơn so với những thiết kế thiết giáp hạm tiếp theo vốn được xem là những thiết giáp hạm nhanh.
Chiến tranh Thế giới thứ hai chứng kiến sự hoạt động trở lại của các tàu chiến-tuần dương, tất cả chúng đều là những chiếc được đóng từ thời Thế Chiến I và được hiện đại hóa cũng như những chiếc được đóng mới trong giai đoạn trước thập niên 1930. Chúng cũng bao gồm mối quan tâm được làm sống lại về một kiểu tàu chiến lớn "diệt tàu tuần dương", tuy nhiên có rất ít chiếc được hoàn tất, vì việc đóng các tàu chiến chủ lực bị cắt giảm giành ưu tiên cho việc chế tạo tàu hộ tống vận tải, tàu sân bay và tàu hàng đang cần đến nhiều hơn. Trong giai đoạn hậu-Thế Chiến II, một số nhỏ tàu chiến được mô tả như là những tàu chiến-tuần dương, như lớp tàu tuần dương tên lửa Kirov của Liên Xô (cũ).

## Những tàu chiến-tuần dương đầu tiên

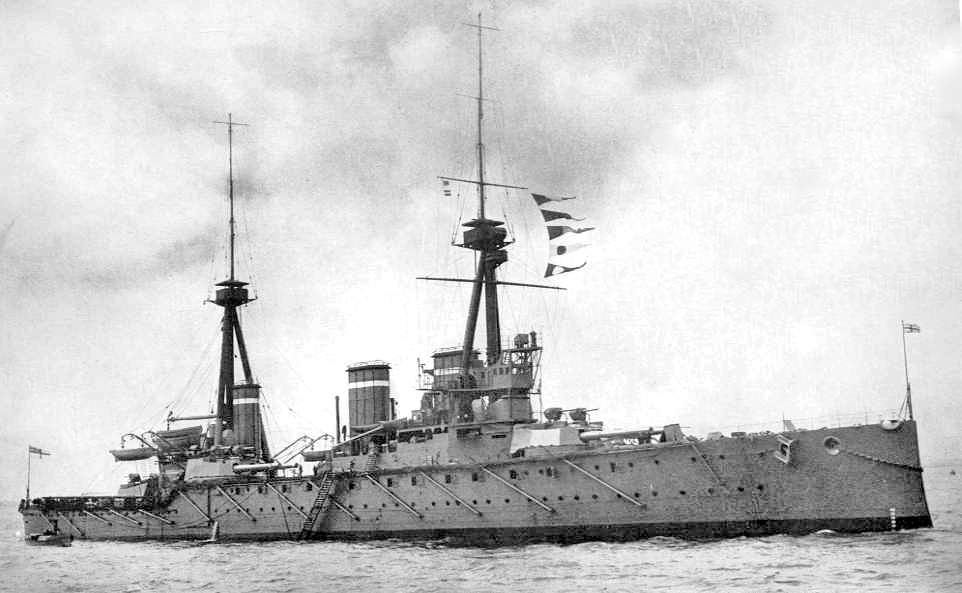
HMS Invincible, tàu chiến-tuần dương đầu tiên của Anh Quốc

Tàu chiến-tuần dương là một sự phát triển ngoạn mục từ những thiết kế tàu tuần dương bọc thép và "thiết giáp hạm hạng hai" vào thập niên 1890, chủ yếu là nhờ Đô đốc Anh Jackie Fisher. Lúc bước sang thế kỷ mới, tàu tuần dương bọc thép hiện đại là những tàu chiến nhanh và mạnh mẽ có khả năng đe dọa các con đường thương mại khắp thế giới, hay phối hợp hoạt động với các hạm đội thiết giáp hạm. Hải quân Hoàng gia, đặc biệt là Fisher, quan tâm đến những hư hại mà những tàu tuần dương bọc thép, đặc biệt là của Hải quân Pháp, có thể gây ra cho nền thương mại của Anh khắp thế giới một khi chiến tranh nổ ra. Fisher dự tính các tàu tuần dương bọc thép Anh sẽ trở nên nhanh hơn và vũ trang mạnh hơn để đối phó với mối đe dọa này. Ông cũng rất ưa thích "thiết giáp hạm hạng hai" HMS Renown, một thiết giáp hạm nhẹ hơn, nhanh hơn. Ngay từ năm 1901, đã có sự lẫn lộn trong những bài viết của Fisher về việc ông xem thiết giáp hạm hay tàu tuần dương là kiểu mẫu của sự phát triển trong tương lai.
Trong giai đoạn 1902–1904, dòng tư tưởng chính thống của Hải quân Anh rõ ràng đang ưa chuộng thiết giáp hạm có vỏ giáp nặng, hơn là những con tàu nhanh mà Fisher nghĩ đến. Tuy nhiên, một sự dịch chuyển từ dàn hỏa lực hỗn hợp nhiều cỡ pháo của những chiếc thiết giáp hạm tiền-dreadnought thập niên 1890 sang một thiết kế "toàn pháo lớn" đã được cân nhắc đến. Các thiết kế sơ thảo đề cập đến thiết giáp hạm được trang bị toàn pháo 305 mm (12 inch) hay 252 mm (10 inch) và tàu tuần dương bọc thép được trang bị toàn pháo 234 mm (9,2 inch).
Vào mùa Hè năm 1904, sau khi Fisher được chỉ định làm Thứ trưởng Thứ nhất Bộ Hải quân, đã quyết định sử dụng pháo 305 mm (12 inch) trên thế hệ thiết giáp hạm tiếp theo do khả năng thể hiện vượt trội của chúng ở tầm xa. Vũ khí trang bị cho các tàu tuần dương bọc thép tiếp theo còn đang rất tranh cãi. Kích cỡ và chi phí của thế hệ tàu tuần dương bọc thép tiếp theo có nghĩa là rất có thể chúng sẽ đóng một vai trò trong các hoạt động của thiết giáp hạm, tức là phải có pháo cỡ 305 mm (12 inch). Đây cũng là lý luận tương tự mà người Nhật trang bị những tàu tuần dương mới nhất của họ với bốn khẩu 305 mm (12 inch) làm dàn pháo chính. Tuy nhiên, cũng có khả năng là Fisher đã gây sức ép để tàu tuần dương được trang bị vũ khí giống như thiết giáp hạm vì ông hy vọng rằng thiết kế mới của tàu tuần dương sẽ làm nó thay thế cho thiết giáp hạm. Quyết định cho thế hệ tiếp theo của tàu tuần dương bọc thép được trang bị vũ khí "toàn pháo lớn" là một thời điểm cốt lõi trong việc hình thành tàu chiến-tuần dương. Nếu những con tàu này chỉ được trang bị pháo 252 mm (10 inch) hay 234 mm (9,2 inch), chúng chỉ là những tàu tuần dương bọc thép tốt hơn mà thôi.
Những thay đổi căn bản trong chính sách đóng tàu mà Fisher thực hiện bao gồm cả việc ông chỉ định một Ủy ban Thiết kế vào tháng 12 năm 1904. Trong khi mục đích đặt ra của Ủy ban là khảo sát và báo cáo về nhu cầu của tàu chiến trong tương lai, những quyết định chủ yếu đều bởi Fisher và các phụ tá của ông. Những điều kiện tham khảo cho Ủy ban là một thiết giáp hạm có khả năng đạt tốc độ 39 km/h (21 knot) và trang bị pháo 305 mm (12 inch) mà không có pháo cỡ nòng trung gian, có thể hoạt động từ những ụ tàu hiện có; và một tàu tuần dương có khả năng đạt tốc độ 47 km/h (25,5 knot), cũng được trang bị pháo 305 mm (12 inch) và không có pháo trung gian, có vỏ giáp tương tự như chiếc tàu tuần dương bọc thép mới nhất HMS Minotaur, và cũng có thể hoạt động từ những ụ tàu hiện có. Chiếc thiết giáp hạm trở thành chiếc HMS Dreadnought mang tính cách mạng, và tàu tuần dương trở thành ba chiếc thuộc lớp Invincible.
Ba chiếc thuộc lớp Invincible là Inflexible, Invincible và Indomitable. Việc chế tạo chúng được bắt đầu vào năm 1906 và hoàn tất vào năm 1908, sự chậm trễ có thể là để cho phép thết kế của chúng có thể học hỏi những vấn đề của Dreadnought. Những con tàu này đáp ứng các mục tiêu thiết kế đặt ra khá sít sao. Invincible có lượng rẽ nước tương đương với Dreadnought nhưng có công suất động cơ mạnh gấp đôi cho phép đạt được tốc độ 46 km/h (25 knot). Chúng có tám khẩu hải pháo 305 mm (12 inch) Mk X, so với mười khẩu trên Dreadnought; lớp vỏ giáp dày 150–180 mm (6-7 inch) dọc hai bên lườn và trên tháp pháo, trong khi vỏ giáp của Dreadnought lên đến 280–300 mm (11-12 inch) ở nơi dày nhất. Lớp tàu mới có sự gia tăng đáng kể về tốc độ, tải trọng và công suất so với những tàu tuần dương bọc thép mới nhất, nhưng vỏ giáp không được cải thiện.
Lớp Invincible sẽ có vai trò giống như những chiếc tàu tuần dương bọc thép mà chúng thay thế, nhưng những chiếc tàu mới được kỳ vọng sẽ hiệu quả hơn trong nhiều mặt. Các vai trò đặc trưng bao gồm:
- Trinh sát hạng nặng. Vì sức mạnh của chúng, Invincible có thể quét sạch các tàu tuần dương hộ tống đối phương để tiếp cận và quan sát hạm đội thiết giáp đối thủ, trước khi rút lui bằng tốc độ vượt trội.
- Hỗ trợ gần cho hạm đội thiết giáp. Chúng có thể được bố trí ở cuối hàng chiến trận để ngăn chặn tàu tuần dương đối phương quấy rầy, và để quấy rầy thiết giáp hạm đối phương nếu chúng đang bận đối phó với thiết giáp hạm. Invincible còn có thể hoạt động như cánh nhanh của hạm đội thiết giáp và cố gắng cơ động vượt qua đối thủ.
- Săn đuổi. Nếu hạm đội đối phương rút chạy, Invincible sẽ dùng tốc độ của chúng để săn đuổi, dùng hỏa lực để tiêu diệt hoặc làm chậm đối thủ.
- Bảo vệ tàu buôn. Những con tàu mới sẽ săn đuổi tàu tuần dương và các tàu cướp tàu buôn đối phương.[10]

### Tên gọi
Sự lẫn lộn làm cách nào để gọi tên những tàu tuần dương bọc thép mới với kích cỡ thiết giáp hạm được đặt ra hầu như ngay lập tức. Ngay vào cuối năm 1905, trước khi công việc chế tạo Invincible được bắt đầu, một bản ghi nhớ của Hải quân Hoàng gia đã đề cập đến "tàu bọc thép lớn" để chỉ cả thiết giáp hạm và tàu tuần dương lớn. Vào tháng 10 năm 1906, Bộ Hải quân bắt đầu phân loại mọi thiết giáp hạm và tàu tuần dương hậu-Dreadnought như là "tàu chiến chủ lực", trong khi Fisher sử dụng thuật ngữ "dreadnought" để chỉ những thiết giáp hạm mới của ông hoặc chung cho cả thiết giáp hạm lẫn tàu tuần dương bọc thép. Cùng lúc đó, bản thân lớp Invincible được gọi là "cruiser-battleship" hay "dreadnought cruiser"; trong khi thuật ngữ "battlecruiser" được Fisher sử dụng lần đầu tiên vào năm 1908. Cuối cùng, vào ngày 24 tháng 11 năm 1911, Mệnh lệnh Hàng tuần Số 351 của Bộ Hải quân đưa ra quyết định rằng "Mọi tàu tuần dương kiểu Invincible và sau đó trong tương lai sẽ được mô tả và phân loại như là battlecruiser (tàu chiến-tuần dương) để phân biệt chúng với tàu tuần dương bọc thép kiểu cũ."

## Tàu chiến-tuần dương trong cuộc chạy đua vũ trang Dreadnought

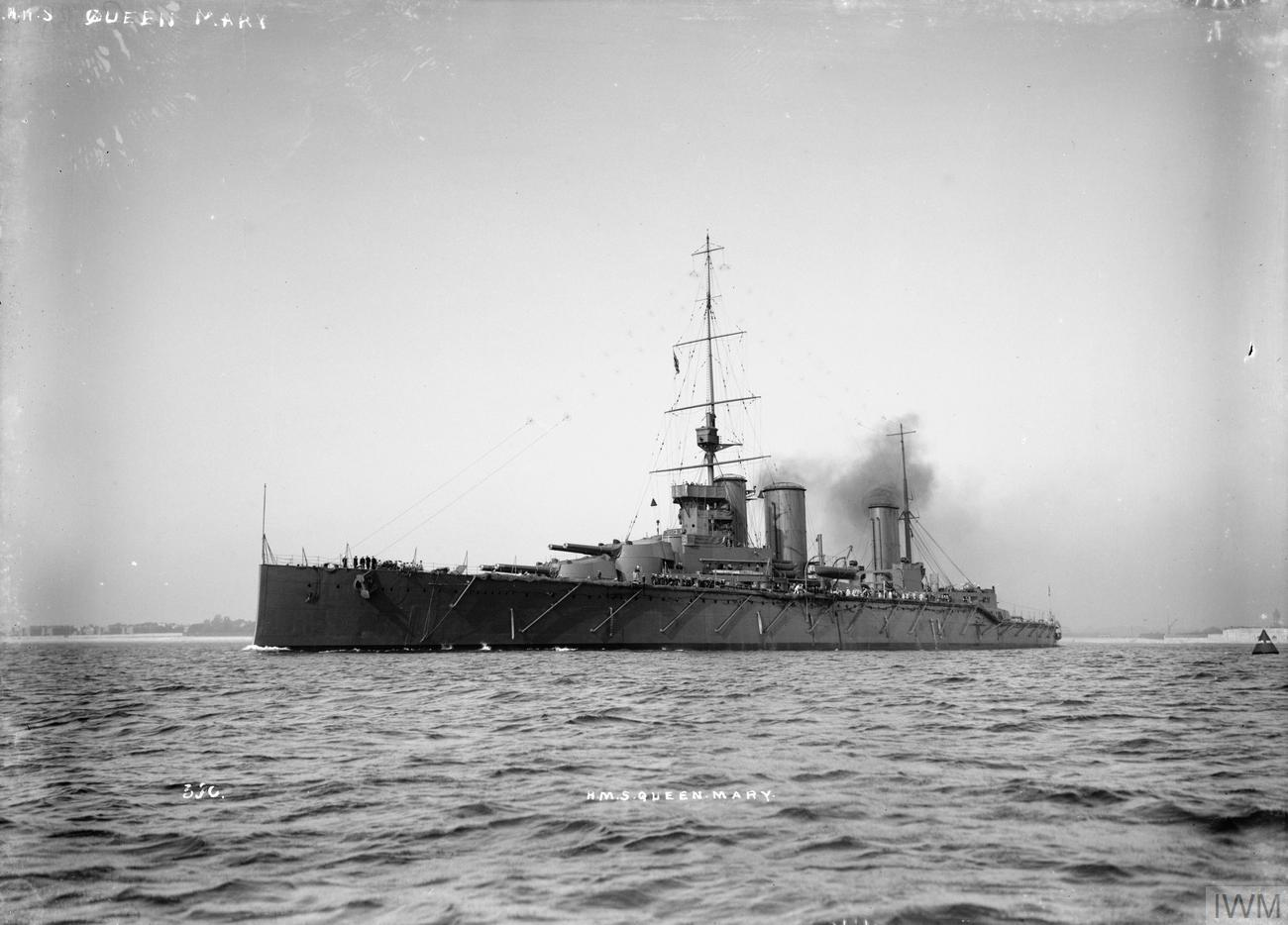
HMS Queen Mary, chiếc tàu chiến-tuần dương thứ ba trong lớp Lion

Trong giai đoạn từ khi hạ thủy lớp Invincible cho đến khi nổ ra Chiến tranh Thế giới thứ nhất, tàu chiến-tuần dương chỉ góp một vai trò nhỏ trong việc chạy đua vũ trang phát triển thiết giáp hạm. Chúng chưa bao giờ được hết lòng xem là một vũ khí chính yếu trong việc bảo vệ Đế chế Anh, như Fisher từng mong mỏi.
Hoàn cảnh chiến lược của Anh Quốc đã thay đổi đáng kể từ lúc đưa ra khái niệm về tàu chiến-tuần dương cho đến khi hạ thủy những chiếc đầu tiên. Trong khi đối thủ tiềm năng trước đây của Anh là một liên minh Pháp-Nga với nhiều tàu tuần dương bọc thép, giờ đây rõ ràng phải là Đức. Trong khía cạnh ngoại giao, Anh đã ký Thỏa thuận Thân thiện với Pháp vào năm 1904 và một liên minh Thỏa thuận Anh-Nga năm 1907. Hơn nữa cả Pháp lẫn Nga đều không chứng tỏ một mối đe dọa hải quân đặc biệt; phần lớn Hải quân Nga đã bị đánh chìm hay bị chiếm giữ trong cuộc chiến tranh Nga-Nhật năm 1904-1905, trong khi người Pháp đã không vội vã trong việc áp dụng kỹ thuật thiết giáp hạm dreadnought mới. Anh Quốc cũng thể hiện một mối quan hệ giao hảo thân thiện với hai trong số các thế lực hải quân mới: Nhật Bản, qua việc ký kết Hiệp ước Liên minh Anh-Nhật vào năm 1902 và gia hạn vào năm 1905, và với Hoa Kỳ.
Những thay đổi về hoàn cảnh chiến lược, cùng với thành công lớn lao của Dreadnought, đảm bảo rằng chính nó chứ không phải là Invincible sẽ trở thành kiểu mẫu mới của tàu chiến chủ lực. Dù sao, việc chế tạo tàu chiến-tuần dương đóng vai trò lớn trong cuộc chạy đua vũ trang hải quân mới được dấy nên bởi Dreadnought.
Trong những năm đầu tiên sau khi hoàn tất, Invincible hoàn toàn đáp ứng mơ ước của Fisher có thể đánh chìm ṃi con tàu đủ nhanh để bắt kịp chúng, và thoát khỏi mọi con tàu có thể đánh chìm chúng. Trong nhiều tình huống, một chiếc Invincible con có thể đối đầu với những thiết giáp hạm tiền-dreadnought. Invincible tiên tiến hơn mọi tàu tuần dương bọc thép đối phương đến mức khó mà biện hộ cho việc đóng thêm nhiều tàu tuần dương hoặc lớn hơn. Ưu thế này còn được mở rộng bởi sự ngạc nhiên mà cả Dreadnought lẫn Invincible đem lại, nhắc nhở hầu hết hải quân các nước phải trì hoãn chương trình chế tạo của mình trong khi sửa đổi triệt để các thiết kế. Điều này đặc biệt đúng cho tàu tuần dương, vì chi tiết của lớp Invincible được giữ bí mật lâu hơn; việc này khiến cho chiếc tàu tuần dương bọc thép tiếp theo của Đức Blücher chỉ được trang bị pháo cỡ 208 mm (8,2 inch), và đã trở nên lạc hậu ngay trước khi được hạ thủy.
Ưu thế sớm có được về tàu chiến chủ lực của Hải quân Hoàng gia đã đưa đến việc từ chối một thiết kế vào năm 1905-1906 và về bản chất đã gắn liều các khái niệm tàu chiến-tuần dương và thiết giáp hạm. Thiết kế "X4" kết hợp vỏ giáp đầy đủ và vũ khí của Dreadnought với tốc độ 46 km/h (25 knot) của Invincible. Tuy nhiên, người ta không chứng minh được chi phí bổ sung trước các nhà lãnh đạo hiện tại lẫn chính phủ của Đảng Tự do mới đang có nhu cầu về kinh tế; chiếc Bellerophon chậm hơn và rẻ hơn, một bản sao gần gũi với Dreadnought, được chấp thuận thay thế.
Tuy nhiên, vào năm 1911, người Đức bắt đầu có được tàu chiến-tuần dương của riêng họ, và ưu thế của các tàu chiến Anh không còn được đảm bảo. Chiếc SMS Von der Tann, được bắt đầu vào năm 1908 và hoàn tất vào năm 1910, mang theo tám khẩu pháo 280 mm (11,1 inch) nhưng lớp vỏ giáp dày 280 mm (11,1 inch) cung cấp sự bảo vệ tốt hơn nhiều so với lớp Invincible. Hai chiếc thuộc lớp Moltke cũng tương tự nhưng mang theo mười khẩu 280 mm (11,1 inch) trên một thiết kế được cải tiến. Hải quân Đức không chia sẻ quan điểm của Fisher về việc tàu chiến-tuần dương sẽ như thế nào; tuy nhiên, họ có thể chế tạo tàu tuần dương bọc thép theo những điều khoản của Luật Hải quân, và dùng quyền này để bắt kịp hay qua mặt các tàu chiến-tuần dương Anh.
Thế hệ tàu chiến-tuần dương tiếp theo của Anh là ba chiếc thuộc lớp Indefatigable. Những chiếc này được cải tiến đôi chút từ Invincible, vốn sửa chữa một số khiếm khuyết của những con tàu trước đó, nhưng về căn bản được chế tạo cùng một tính năng. Người Anh bị ngăn trở trong dịp này do sự bí mật che phủ việc chế tạo chiếc tàu chiến-tuần dương Đức và đặc biệt là về lớp vỏ giáp dày của Von der Tann. Những áp lực chính trị về việc giảm chi phí cũng đóng một vai trò trong việc lựa chọn thiết kế của Indefatigable, và lớp này hầu như được xem là một sai lầm.
Thế hệ tàu chiến-tuần dương tiếp theo của Anh mạnh mẽ hơn đáng kể. Đến những năm 1909-1910 bầu khí chính trị đã thay đổi; mong muốn cắt giảm chi phí giờ đây bị lấn át bởi một ý thức khủng hoảng quốc gia trong sự tranh đua với Đức. Một cuộc khủng hoảng chính trị ngắn và một cơn hoảng loạn về hải quân đã đưa đến việc chấp thuận đóng tám tàu chiến chủ lực vào năm 1909-1910. Fisher đã gây áp lực cho tất cả chúng đều là tàu chiến-tuần dương, nhưng không thể thúc đẩy mọi việc theo đường hướng của ông, nên chúng bao gồm sáu thiết giáp hạm cùng hai tàu chiến-tuần dương thuộc lớp Lion. Chúng mang tám khẩu hải pháo 343 mm (13,5 inch) Mk V, kiểu vũ khí tiêu chuẩn được trang bị cho những thiết giáp hạm "siêu-dreadnought" cùng thời kỳ đó vốn mang đến mười khẩu. Tốc độ được nâng lên đến 50 km/h (27 knot), và Lion cũng có lớp vỏ giáp tốt hơn so với những tàu chiến-tuần dương Anh trước đó, với độ dày 229 mm (9 inch) dành cho đai giáp và tháp pháo; dù sao, việc bảo vệ vẫn không tốt bằng những thiết kế của Đức. Hai chiếc thuộc lớp Lion được tiếp nối bởi chiếc Queen Mary hầu như tương tự.
Tương phản với sự tập trung của người Anh vào việc gia tăng tốc độ và hỏa lực, người Đức phát triển hơn nữa vỏ giáp và khả năng chịu đựng trên chiếc tàu chiến-tuần dương tiếp theo của họ Seydlitz, được thiết kế vào năm 1909 và hoàn tất vào năm 1913, một phiên bản cải tiến của Moltke. Tốc độ được gia tăng thêm 1 knot lên 49 km (26,5 knot), trong khi độ dày vỏ giáp được tăng lên 305 mm (12 inch), tương đương với lớp thiết giáp hạm Helgoland vốn chỉ mới một hoặc hai năm trước đó. Seydlitz là chiếc tàu chiến-tuần dương Đức cuối cùng được hoàn tất trước Đệ Nhất thế chiến.
Bước tiếp theo trong thiết kế tàu chiến-tuần dương đến từ Nhật Bản. Hải quân Đế quốc Nhật Bản đã vạch kế hoạch cho những chiếc thuộc lớp Kongō từ năm 1909. Hải quân Nhật xác định rằng vì nền kinh tế của họ chỉ có thể hỗ trợ số lượng tương đối ít hơn tàu chiến, mỗi chiếc cần phải mạnh mẽ hơn so với những chiếc có thể là đối thủ. Ban đầu lớp tàu này được dự tính căn cứ vào Invincible làm tiêu chuẩn; tuy nhiên, sau khi được biết về kế hoạch của người Anh cho lớp Lion, và nhiều khả năng là những chiếc thiết giáp hạm mới của Hải quân Mỹ sẽ được trang bị cỡ pháo 355 mm (14 inch), người Nhật quyết định thay đổi đáng kể kế hoạch của họ cho một chiếc tốt hơn. Một kế hoạch mới được đặt ra, mang tám khẩu pháo 355 mm (14 inch) và có khả năng đạt tốc độ 51 km/h (27,5 knot), vì vậy đã nhỉnh hơn lớp Lion của Anh về tốc độ và hỏa lực. Các khẩu pháo hạng nặng được bố trí tốt hơn, đặt trên những tháp pháo trước và sau mà không có những tháp pháo giữa tàu. Sơ đồ vỏ giáp cũng cải tiến nhỉnh hơn so với lớp Lion với vỏ giáp 229 mm (9 inch) cho tháp pháo chính và 203 mm (8 inch) cho tháp súng nhỏ. Chiếc đầu tiên trong lớp được chế tạo tại Anh, và thêm ba chiếc nữa được đóng tại Nhật. Người Nhật cũng xếp lớp lại những chiếc tàu tuần dương bọc thép mạnh mẽ của họ Tsukuba và Ibuki như những tàu chiến-tuần dương, mang theo bốn khẩu pháo 305 mm (12 inch), nhưng dù sao chúng cũng có hỏa lực yếu hơn và chậm hơn.
Chiếc tàu chiến-tuần dương Anh tiếp theo Tiger, về đại thể dựa trên kiểu mẫu của Lion nhưng cũng chịu ảnh hưởng của các tàu Nhật. Nó giữ lại tám khẩu pháo 343 mm (13,5 inch) như những chiếc tiền nhiệm, nhưng được sắp xếp để có góc bắn tốt hơn. Nó nhanh hơn, đạt được tốc độ 54 km/h (29 knot) khi chạy thử, và mang một dàn pháo hạng hai mạnh. Tiger cũng có vỏ giáp tốt hơn về tổng thể với chỗ dày nhất là 229 mm (9 inch), trong khi chiều cao của đai giáp chính cũng tăng lên.
Năm 1912 chứng kiến việc bắt đầu chế tạo thêm ba chiếc tàu chiến-tuần dương Đức thuộc lớp Derfflinger, những tàu chiến-tuần dương đầu tiên của Đức trang bị pháo 305 mm (12 inch). Những con tàu xuất sắc này, giống như Tiger và Kongō, có những khẩu pháo được bố trí bắn trực tiếp phía trước và phía sau có hiệu quả lớn hơn. Vỏ giáp và tốc độ của chúng tương tự như lớp Seydlitz trước đó.
Vào năm 1913, Đế quốc Nga cũng bắt đầu chế tạo bốn chiếc lớp Borodino, vốn được thiết kế để phục vụ tại biển Baltic. Những con tàu này được thiết kế để mang 12 khẩu pháo 355 mm (14 inch) với vỏ giáp dày đến 305 mm (12 inch) và tốc độ tối đa 49,3 km/h (26,6 knot). Lớp vỏ giáp dày và tốc độ tương đối chậm của những con tàu này khiến chúng tương tự như những thiết kế Đức hơn là những con tàu của Anh; tuy nhiên, việc chế tạo Borodino bị trì hoãn bởi Thế Chiến I và tất cả bị tháo dỡ trong cuộc Cách mạng Nga (1917).
Đến năm 1914, chỉ có Anh, Đức và Nhật có tàu chiến-tuần dương, và Nga đang đóng một số. Trong nhiều dịp, đã có thể chỉ ra thời điểm mà khái niệm về tàu chiến-tuần dương và thiết giáp hạm được xem là cùng một kiểu tàu. Điều này đúng cho thiết kế "X4" năm 1906 và những chiếc Borodino của Nga, cũng như có thể xếp loại toàn bộ chương trình tàu chiến-tuần dương của Đức. Tuy nhiên, nó càng đúng hơn trong thiết kế thiết giáp hạm mới nhất của Anh; lớp Queen Elizabeth được thiết kế để đạt được tốc độ 46 km/h (25 knot), ngang bằng với những tàu chiến-tuần dương thế hệ đầu tiên từng đạt đến, trong khi lại được trang bị tám khẩu pháo 381 mm (15 inch) và vỏ giáp dày cho đến 381 mm (15 inch). Queen Elizabeth là những thiết giáp hạm nhanh thực sự đầu tiên, và có thể đã đưa đến sự kết thúc việc phát triển của tàu chiến-tuần dương như một tuyến độc lập. Chủ yếu là nhờ ảnh hưởng của Jacky Fisher mà việc phát triển tàu chiến-tuần dương vẫn được tiếp tục.

## Chiến tranh Thế giới thứ nhất
Chiến tranh Thế giới thứ nhất chứng kiến các tàu chiến-tuần dương Anh và Đức được sử dụng tại nhiều mặt trận. Chúng hình thành nên một phần của các hạm đội dreadnought đã đối đầu nhau tại Bắc Hải, tham gia nhiều vụ cướp tàu buôn và các trận lẻ tẻ cũng như trong trận Jutland. Tàu chiến-tuần dương cũng đóng một vai trò quan trọng vào lúc bắt đầu chiến tranh khi hạm đội Anh săn đuổi các kẻ cướp tàu buôn Đức, như trong trận chiến quần đảo Falkland, và cũng tham gia trong chiến dịch Địa Trung Hải.

### Chế tạo
Đối với hầu hết các bên tham chiến, việc đóng tàu chiến chủ lực rất giới hạn trong những năm chiến tranh. Đức hoàn tất lớp Derfflinger và bắt đầu công việc với lớp Mackensen, một sự phát triển của lớp Derfflinger với pháo cỡ 350 mm (13,8 inch) và một sơ đồ vỏ giáp hầu như tương đương, được thiết kế để đạt tốc độ 52 km/h (28 knot).
Tại Anh, Jackie Fisher quay lại đảm nhiệm Thứ trưởng thứ nhất Hải quân vào tháng 10 năm 1914. Sự nhiệt tình của ông đối với kiểu tàu chiến to, nhanh không bị tranh cãi; nên ông đề xướng thiết kế một kiểu tàu chiến-tuần dương trang bị pháo 380 mm (15 inch). Vì Fisher tiên đoán thế hệ tàu chiến-tuần dương tiếp theo của Đức có tốc độ 28 knot, ông đòi hỏi thiết kế mới của Anh có khả năng đạt 59 km/h (32 knot). Ông vạch kế hoạch cải biến hai chiếc thiết giáp hạm lớp Royal Sovereign, vốn đang vào giai đoạn đầu của quá trình chế tạo và đang bị ngưng vì người ta sợ rằng chúng chỉ hoàn tất sau khi chiến tranh đã kết thúc. Fisher cuối cùng cũng nhận được sự chấp thuận cho kế hoạch này vào ngày 28 tháng 12 năm 1914 và chúng trở thành lớp Renown. Với sáu khẩu hải pháo 380 mm (15 inch) Mk I nhưng chỉ với lớp vỏ giáp dày 152 mm (6 inch), chúng là một bước tiến hơn so với Tiger về hỏa lực và tốc độ, nhưng sự bảo vệ càng kém hơn nữa.
Cùng lúc đó, Fisher sử dụng đến phương kế lẩn tránh để có thêm ba chiếc có vỏ giáp nhẹ và nhanh, có thể sử dụng nhiều tháp pháo 380 mm (15 inch) dư ra của việc chế tạo thiết giáp hạm. Về bản chất những con tàu này là tàu chiến-tuần dương hạng nhẹ, và thỉnh thoảng Fisher bị phát hiện đã gọi tên chúng như vậy, nhưng một cách chính thức chúng được xếp loại như những "tàu tuần dương lớn nhẹ". Cách đặt tên bất thường bắt buộc như vậy là do việc đóng tàu chiến chủ lực đang bị ngưng lại, trong khi không có giới hạn nào cho việc chế tạo tàu tuần dương hạng nhẹ. Chúng trở thành Courageous và các tàu chị em Glorious và Furious, và đó là một sự mất cân đối kỳ dị giữa dàn pháo chính 380 mm (15 inch), thậm chí là 457 mm (18 inch) trên chiếc Furious, và lớp vỏ giáp chỉ dày có 76 mm (3 inch) ở tầm cỡ một tàu tuần dương hạng nhẹ. Thiết kế này nhìn chung bị xem là một sự thất bại kỳ quái; chúng được Hạm đội gọi bằng những cái tên lóng chê bai là Outrageous (xúc phạm), Uproarious (náo động) và Spurious (giả mạo), cho dù công việc cải biến chúng thành các tàu sân bay sau đó lại rất thành công. Fisher còn nghiên cứu về một con quái vật hạng siêu nhẹ, một tàu chiến-tuần dương mang cỡ pháo 20 inch mà ông đặt tên là HMS Incomparable; tuy nhiên, chiếc tàu chiến này chỉ mới là một ý niệm.
Có quan điểm cho là các lớp Renown và Courageous được thiết kế cho kế hoạch của Fisher để đổ bộ binh lính (có thể là Nga) xuống bờ biển Baltic của Đức; đặc biệt là khi chúng được thiết kế với một tầm nước nông, vốn quan trọng trong vùng nước nông Baltic. Tuy nhiên, không có chứng cứ rõ rệt là những con tàu này được thiết kế cho vùng Baltic: người ta cho là những con tàu trước đây có tầm nước quá lớn và không đủ độ tự do trong những điều kiện hoạt động. Tác giả Roberts cho rằng việc định hướng vào vùng Baltic có thể không quan trọng vào lúc chúng được thiết kế, nhưng sau đó được thổi phồng quá mức sau chiến dịch Dardanelles tai hại.
Thiết kế tàu chiến-tuần dương cuối cùng của Anh Quốc trong chiến tranh là lớp Admiral, vốn được khai sinh từ một yêu cầu về một phiên bản cải tiến trên lớp thiết giáp hạm Queen Elizabeth. Dự án được bắt đầu vào cuối năm 1915, sau khi Fisher rời khỏi Bộ Hải quân lần sau cùng. Trong khi được xem là thiết giáp hạm vào lúc đầu, các sĩ quan Hải quân cao cấp cảm thấy Anh Quốc đã có đủ thiết giáp hạm, nhưng những tàu chiến-tuần dương mới có thể cần đến để chiến đấu với những con tàu Đức đang được chế tạo, do người Anh ước lượng quá cao sự tiến triển của lớp Mackensen của Đức cũng như khả năng có thể đạt được của chính họ. Một tàu chiến-tuần dương được thiết kế với tám khẩu pháo 380 mm (15 inch), vỏ giáp 203 mm (8 inch) và khả năng đạt tốc độ 59 km/h (32 knot) được quyết định. Tuy nhiên, kinh nghiệm có được của các tàu chiến-tuần dương trong trận Jutland khiến thiết kế của chúng bị thay đổi tận gốc và chuyển đổi trở lại thành một khái niệm thiết giáp hạm nhanh với vỏ giáp dày đến 305 mm (12 inch) nhưng vẫn duy trì được tốc độ 58 km/h (31,5 knot). Hood, chiếc đầu tiên trong lớp, được chế tạo theo thiết kế tàu chiến-tuần dương; nhưng kế hoạch cho ba chiếc tàu chị em với nó, mà hầu như chỉ có ít công việc được thực hiện, được xem xét lại vào năm 1916 và một lần nữa vào năm 1917 để tăng cường việc bảo vệ.
Lớp Admiral sẽ là những tàu Anh duy nhất theo kịp kiểu Mackensen của Đức. Tuy nhiên, công nghiệp đóng tàu Đức bị chậm lại đáng kể bởi chiến tranh, và trong khi hai chiếc Mackensen được hạ thủy, chúng lại không bao giờ được hoàn tất. Việc đóng thêm ba chiếc Admiral nữa bị ngưng vào tháng 3 năm 1917 giành ưu tiên để đóng thêm nhiều tàu buôn và tàu hộ tống đối phó với mối đe dọa mới của U-boat cho các tuyến đường biển thương mại. Chúng cuối cùng bị hủy bỏ vào tháng 2 năm 1919.

### Các hoạt động
Tàu chiến-tuần dương Đức Goeben có lẽ là con tàu hoạt động ấn tượng sớm nhất của cuộc chiến. Đặt căn cứ tại Địa Trung Hải, nó đã cùng tàu tuần dương hạng nhẹ theo hộ tống Breslau tấn công các cảng Anh và Pháp vào lúc bắt đầu chiến tranh, và đi đến Constantinopolis dưới sự truy đuổi gắt gao của hai tàu chiến-tuần dương Anh. Goeben được chuyển cho Hải quân Thổ Nhĩ Kỳ, và đây là công cụ thúc đẩy Thổ Nhĩ Kỳ tham gia chiến tranh về phía Đức. Goeben được đặt lại tên là Yavuz Sultan Selim, và đã hoạt động chống lại Hải quân Nga tại Hắc Hải và với Anh tại vùng biển Aegea.

#### Trận Heligoland Bight
Một lực lượng tàu tuần dương hạng nhẹ và tàu khu trục Anh tiến vào Heligoland Bight để tấn công tàu bè Đức tại đây vào tháng 8 năm 1914, tháng đầu tiên của Thế Chiến I. Khi chúng vấp phải sự kháng cự của các tàu tuần dương Đức, Đô đốc David Beatty đưa hải đội bốn tàu chiến-tuần dương tiến đến và đảo ngược tình thế, đánh chìm ba tàu tuần dương hạng nhẹ Đức và giết chết một chỉ huy phía Đức, Chuẩn Đô đốc Leberecht Maass.

#### Trận Falkland
Khái niệm nguyên thủy của tàu chiến-tuần dương được chứng minh thành công vào tháng 12 năm 1914 trong Trận chiến quần đảo Falkland. Các tàu chiến-tuần dương Anh Inflexible và Invincible đã làm tốt những gì được dự định cho chúng khi săn đuổi và tiêu diệt hải đội tàu tuần dương Đức, được xây dựng quanh các tàu tuần dương bọc thép Scharnhorst và Gneisenau cùng với ba tàu tuần dương hạng nhẹ, do Đô đốc Maximilian von Spee chỉ huy tại Nam Đại Tây Dương. Trước trận đánh này, tàu chiến-tuần dương Australia HMAS Australia đã truy tìm không thành công những con tàu Đức tại Thái Bình Dương.

#### Trận Dogger Bank

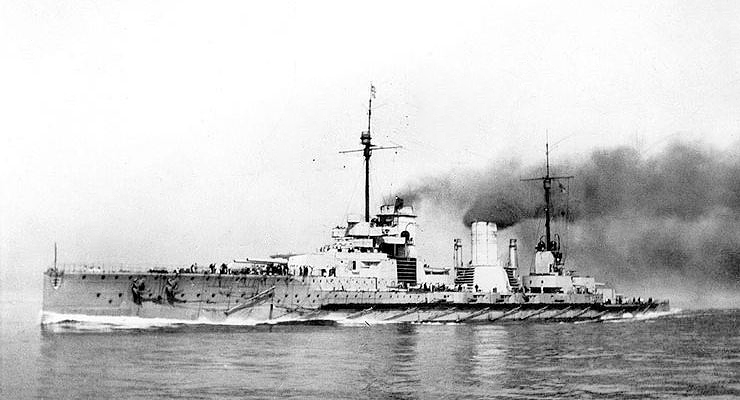
SMS Seydlitz bị hư hại nặng trong trận Dogger Bank

Trong trận Dogger Bank, tháp pháo phía sau của soái hạm Đức Seydlitz bị một quả đạn pháo Anh 343 mm (13,5 inch) từ chiếc HMS Lion bắn thủng và phát nổ trong phòng nạp đạn pháo. Số đạn nạp đang được nhấc lên bị kích nổ, và vụ nổ lan lên tháp súng và xuống hầm chứa đạn, làm bắt cháy số thuốc đạn đang được nạp. Thành viên của tháp pháo cố gắng thoát sang tháp pháo kế bên, khiến đám cháy lan rộng và phá hủy bên trong cả hai tháp pháo. Seydlitz chỉ được cứu thoát khỏi sự phá hủy hoàn toàn bằng cách cho làm ngập nước khẩn cấp hầm đạn phía sau của nó. Thảm họa suýt thành hiện thực này là do cách sắp xếp vận chuyển thuốc đạn và là điểm chung cho cả thiết giáp hạm và tàu chiến-tuần dương của Đức và Anh, nhưng sự bảo vệ yếu hơn trên những chiếc tuần dương khiến cho chúng mong manh hơn khi tháp pháo bị bắn thủng. "Phòng nạp đạn pháo" được đưa ra trên chiếc HMS Formidable (1898) dự định để ngăn ngừa những đốm lửa nguy hiểm, nhưng lại khiến chúng dễ xảy ra. Người Đức đã học hỏi từ những khảo sát trên chiếc Seydlitz bị hư hại và đã áp dụng các biện pháp đảm bảo việc chuyển đạn được kín lửa; nhưng người Anh đã không biết được điểm yếu này, đưa đến điều bất hạnh lớn trong trận Jutland.
Ngoài vấn đề liên quan đến thuốc đạn, trận chiến hầu như bất phân thắng bại, khi cả Lion lẫn Seydlitz đều bị hư hỏng nặng. Soái hạm của hạm đội Anh Lion bị mất tốc độ khiến nó bị rớt lại đàng sau hàng tàu chiến và Đô đốc Beatty không thể chỉ huy hiệu quả trong thời gian còn lại của cuộc đối đầu. Một sai lầm về tín hiệu của Anh đã cho phép các tàu chiến-tuần dương Đức rút lui, khi đa số hải đội của Beatty tập trung hỏa lực một cách sai lầm vào chiếc tàu tuần dương bọc thép đã hư hỏng Blücher, đánh chìm nó với thiệt hại rất lớn về nhân mạng. Bản thân Blücher đã lạc hậu so với mọi tàu chiến hiện diện trong trận này, và sự hy sinh của nó đã cứu cả hải đội tàu chiến-tuần dương Đức.

#### Trận Jutland

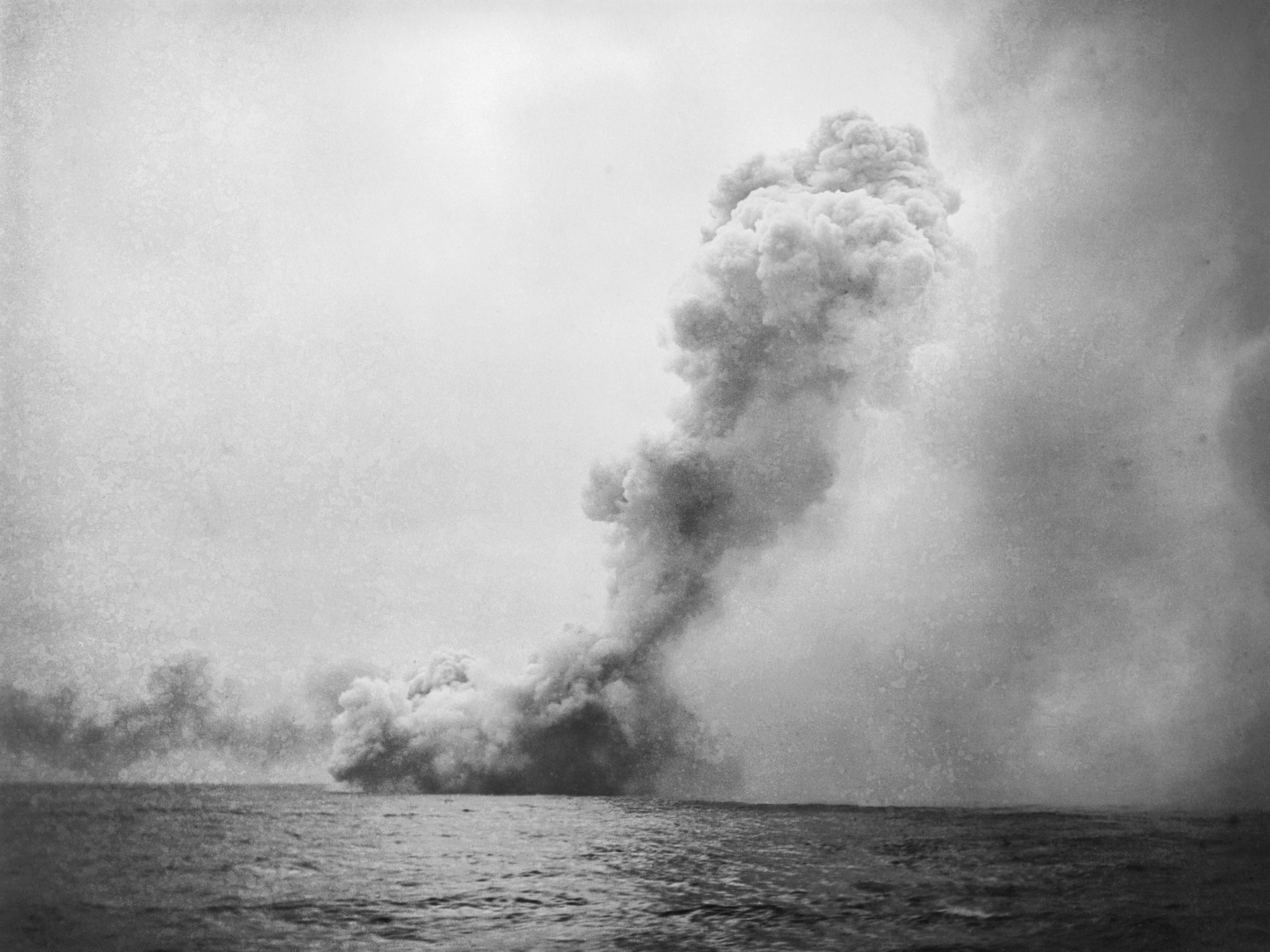
HMS Queen Mary nổ tung trong trận Jutland

Trong trận Jutland 18 tháng sau đó, tàu chiến-tuần dương của cả hai phía Anh lẫn Đức đều được sử dụng như những đơn vị của hạm đội. Lực lượng tàu chiến-tuần dương Anh đã đối đầu với cả hai đối thủ Đức, trước tiên là với các tàu chiến-tuần dương, và sau đó là các thiết giáp hạm Đức trước khi các thiết giáp hạm Anh thuộc Hạm đội Grand đến nơi. Kết quả của trận chiến là một thảm họa cho hải đội tàu chiến-tuần dương của Hải quân Hoàng gia: Invincible, Queen Mary và Indefatigable nổ tung với tổn thất nhân mạng toàn bộ trừ một nhúm thủy thủ đoàn. Điều này là do sự mong manh của phòng nạp đạn pháo mà người Đức đã phát hiện sau khi chiếc Seydlitz suýt bị mất trong trận Dogger Bank và đã áp dụng các biện pháp ngăn ngừa. Các con tàu Anh không chỉ có vỏ giáp yếu hơn mà còn thiếu sự sắp xếp vận chuyển thuốc đạn kín lửa, một phần là do không nhận biết và kinh nghiệm, và cũng do họ cải thiện tốc độ bắn nhanh hơn bù đắp lại độ chính xác kém. Mỗi chiếc bị mất đều do một loạt đạn pháo đã bắn thủng tháp pháo và phát nổ trong phòng nạp đạn pháo. Bản thân soái hạm của Đô đốc Beatty là Lion cũng hầu như bị mất theo cùng một cách đó, và chỉ được cứu được nhờ những hành động anh hùng của Thiếu tá William Harvey.
Vỏ giáp tốt và việc bảo vệ kín lửa của các tàu chiến-tuần dương Đức khiến chúng thể hiện tốt hơn, một phần cũng là do chất lượng kém của ngòi nổ Anh, chúng kích nổ ngay khi tiếp xúc với vỏ giáp con tàu thay vì xuyên qua vỏ giáp trước khi nổ để gây nhiều thiệt hại hơn. Như trường hợp Lützow chỉ chịu tổn thất 117 người thiệt mạng cho dù đã trúng hơn 30 phát đạn, cho dù nó chịu ngập nước nặng đến mức phải tự đánh đắm. Các tàu chiến-tuần dương cũ Moltke, Von der Tann, Seydlitz, Derfflinger của Đức đều bị hư hỏng nặng và đòi hỏi phải sửa chữa lớn sau trận đánh, và Seydlitz đã rất chật vật để có thể quay trở về cảng, vì nó nằm ngay trung tâm vùng hỏa lực của đối phương trong hầu hết trận đánh. Không có thiết giáp hạm Anh hay Đức nào bị đánh chìm trong trận này ngoại trừ chiếc thiết giáp hạm cũ tiền-dreadnought của Đức Pommern, nạn nhân của ngư lôi từ các tàu khu trục Anh.

## Các sự phát triển sau chiến tranh
Trong những năm ngay sau Đệ Nhất thế chiến, Anh, Mỹ và Nhật đều bắt đầu việc thiết kế thế hệ thiết giáp hạm và tàu chiến-tuần dương mới mạnh hơn nữa. Sự bùng nổ đóng tàu mà hải quân từng nước muốn có gây nhiều tranh luận chính trị và nguy cơ phá hỏng kinh tế. Cuộc chạy đua vũ trang mới này được ngăn ngừa bởi Hiệp ước Hải quân Washington năm 1922, nơi các cường quốc hải quân chủ yếu đồng ý giới hạn số tàu chiến chủ lực. Hải quân Đức đã không có mặt trong các cuộc thảo luận; vì theo những điều khoản của Hiệp ước Versailles, Đức không được phép có bất cứ một tàu chiến chủ lực hiện đại nào.
Trong những năm 1920s và đầu những năm 1930s chỉ còn Anh Quốc và Nhật Bản giữ lại những tàu chiến-tuần dương, thường là được cải biến và tái cấu trúc từ thiết kế nguyên thủy thời Đệ Nhất thế chiến. Ranh giới giữa tàu chiến-tuần dương và thiết giáp hạm nhanh hiện đại ngày càng mờ nhạt; quả thực, lớp tàu chiến-tuần dương Kongō được chính thức đổi thành thiết giáp hạm.

### 1918–1923
Được hạ thủy năm 1918, HMS Hood là chiếc tàu chiến-tuần dương cuối cùng được hoàn tất. Nhờ những bài học rút ra từ trận Jutland, Hood được cải tiến đáng kể về phần đai giáp mớn nước trong khi chế tạo để nó có thể chịu đựng hỏa lực tối thiểu là của chính nó – một biện pháp cổ điển của một thiết giáp hạm "cân bằng". Hood là tàu chiến lớn nhất của Hải quân Hoàng gia vào lúc nó hoàn tất; nhờ trọng lượng choán nước rất lớn của nó (lên tới 47.000 tấn), về lý thuyết nó có thể kết hợp hỏa lực và vỏ giáp của một thiết giáp hạm với tốc độ của một tàu chiến-tuần dương, khiến một số xem nó như một thiết giáp hạm nhanh. Tuy nhiên, sơ đồ vỏ giáp sau tái cấu trúc của nó vẫn bị khiếm khuyết, và Hải quân Hoàng gia nhận biết rõ điều đó.

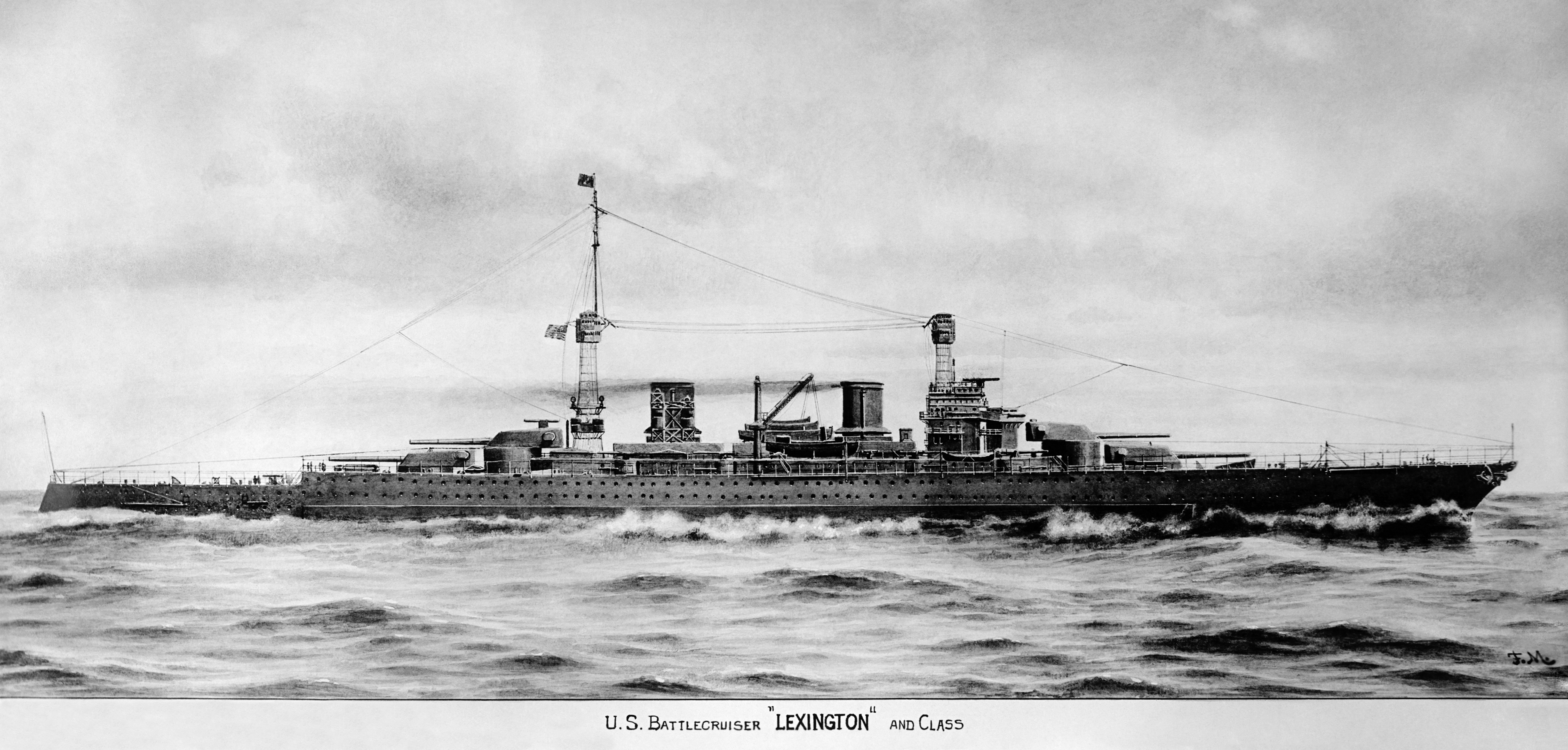
Lớp tàu chiến-tuần dương Lexington (tranh vẽ, khoảng năm 1919)

Hải quân các nước Nhật và Mỹ, do nhìn thấy mối đe dọa từ Hood, đã đặt hàng những tàu chiến-tuần dương để đối phó lại nó. Hải quân Đế quốc Nhật Bản bắt đầu lên kế hoạch đóng lớp tàu chiến-tuần dương Amagi bao gồm bốn chiếc. Những con tàu này sẽ có kích cỡ và sức mạnh chưa từng thấy, tốc độ và vỏ giáp tương đương với HMS Hood trong khi mang dàn pháo chính gồm mười khẩu 406 mm (16 inch), cỡ pháo lớn nhất từng được đề nghị cho một tàu chiến-tuần dương. Hải quân Hoa Kỳ đáp trả bằng lớp tàu chiến-tuần dương Lexington, mà nếu hoàn tất như dự định sẽ là những con tàu đặc biệt nhanh và vũ trang tốt với tám khẩu 406 mm (16 inch), nhưng sẽ có vỏ giáp tốt hơn đôi chút so với mọi tàu chiến-tuần dương hàng đầu. Giai đoạn cuối của cuộc chạy đua đóng tàu chiến-tuần dương sau chiến tranh là khi Anh đáp trả lại các kiểu Amagi và Lexington: bốn chiếc tàu chiến-tuần dương G3 48.000 tấn. Tài liệu của Hải quân Hoàng gia trong giai đoạn đó thường mô tả mọi thiết giáp hạm có tốc độ trên 44 km/h (24 knot) như là một tàu chiến-tuần dương, bất kể độ dày vỏ giáp bảo vệ, cho dù đa số xem G3 là một thiết giáp hạm nhanh khá cân bằng.
Hiệp ước Hải quân Washington đã khiến không có bất kỳ thiết kế nào kể trên trở thành hiện thực. Những con tàu đã bắt đầu đóng đều bị tháo dỡ ngay trên ụ tàu hoặc cải biến thành tàu sân bay. Tại Nhật Bản, Amagi và Akagi được giữ lại và cải biến thành tàu sân bay; nhưng đến năm 1923 lườn chiếc Amagi bị hư hại không thể sửa chữa sau một trận động đất và bị tháo dỡ ngay trên ụ. Lườn của một thiết giáp hạm lớp Tosa là chiếc Kaga được cải biến thay thế. Tại Anh, các "tàu tuần dương lớn nhẹ" của Fisher được cải biến thành tàu sân bay. Furious đã được cải biến thành tàu sân bay trong chiến tranh, và Glorious cùng Courageous có cùng số phận sau khi không có chỗ đứng trong các hiệp ước sau chiến tranh.
Hải quân Hoa Kỳ cũng thay đổi vai trò của lườn hai chiếc tàu chiến-tuần dương thành tàu sân bay bởi ảnh hưởng của hiệp ước Washington: cả USS Lexington lẫn Saratoga đều được thiết kế như những tàu chiến-tuần dương với ký hiệu lườn nguyên thủy lần lượt là CC-1 và CC-3, trước khi được cải biến đang khi chế tạo. Lườn của bốn chiếc tàu chiến-tuần dương đang đóng dỡ Constellation, Ranger, Constitution và United States đều bị tháo dỡ.

### 1924-1935

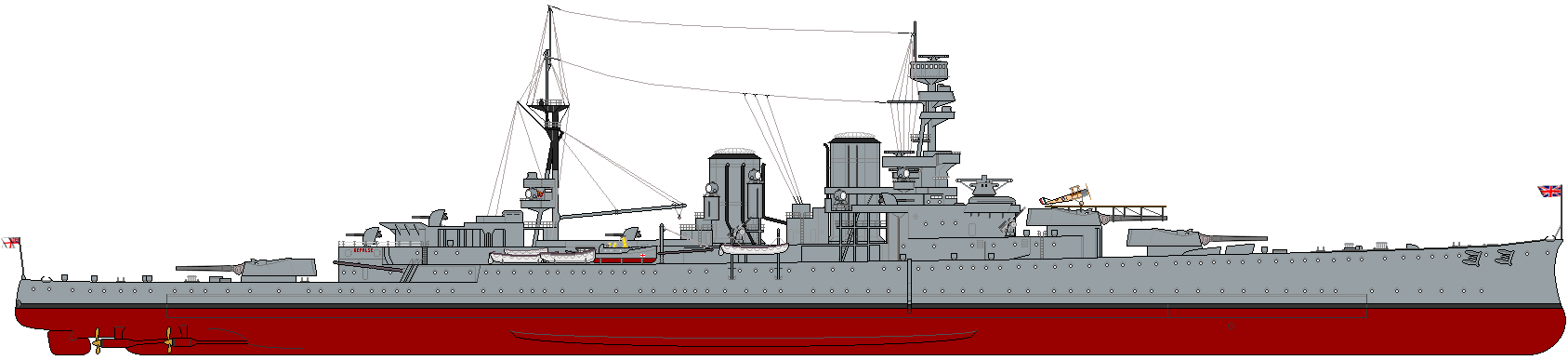
Repulse như nó hiện hữu vào năm 1919

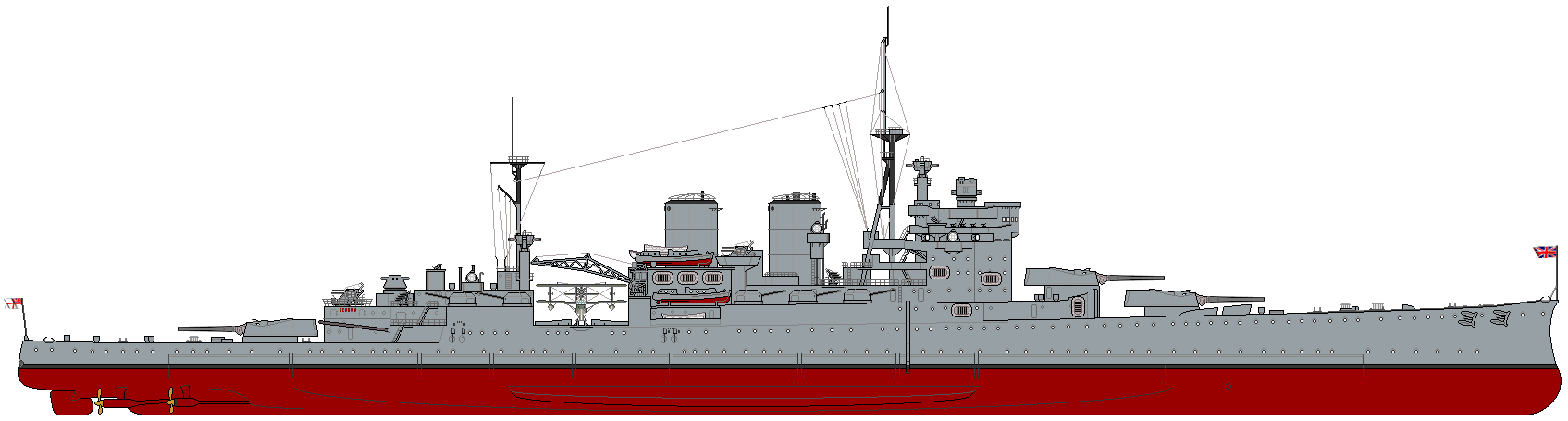
Renown, như sau khi tái cấu trúc, năm 1939

Có tổng cộng chín tàu chiến-tuần dương còn lại sau Hiệp ước Hải quân Washington. Tốc độ cao khiến cho chúng trở thành những đơn vị tàu nổi có giá trị cho dù có những khiếm khuyết, nên hầu hết chúng được nâng cấp đáng kể trước khi Thế Chiến II bùng nổ, ngoại trừ Hải quân Hoàng gia Anh cho tháo dỡ HMS Tiger vào năm 1932 và Thổ Nhĩ Kỳ không có phương tiện nâng cấp Sultan Yavuz Selim (nguyên là chiếc SMS Goeben, một chiếc tàu chiến-tuần dương lớp Moltke, được nước này mua lại từ Đức trong Thế chiến 1).
Hai chiếc tàu chiến-tuần dương khác từ thời Thế chiến 1 của Hải quân Anh là Renown và Repulse được hiện đại hóa đáng kể trong một loạt các cuộc tái trang bị từ năm 1920 đến năm 1939. Riêng Renown thì trải qua một đợt hiện đại hóa khác từ năm 1937 đến năm 1939, bao gồm việc thay dàn pháo phụ, thay hệ thống ngắm bắn của dàn pháo chính, thay nồi hơi và các turbine, trang bị thêm pháo phòng không và nó cũng được trang bị tháp chỉ huy mới được gọi là "Lâu đài Hoàng hậu Anne" (Queen Anne's castle). Tất cả các thay đổi này nhằm giúp nó thích hợp hơn với vai trò tàu hộ tống hạng nặng cho các tàu sân bay hay các đoàn tàu vận tải. Các kế hoạch hiện đại hóa tương tự cho Repulse và Hood bị hủy bỏ do Thế Chiến II bùng nổ. Cả Repulse và Hood đều bị đánh chìm trong các trận hải chiến diễn ra khốc liệt trong cuộc chiến này. Hood bị đánh chìm vào ngày 24 tháng 5 năm 1941 tại eo biển Đan Mạch bởi chiếc thiết giáp hạm Đức Bismarck. Repulse và HMS Prince of Wales đều bị đánh chìm vào ngày 10 tháng 12 năm 1941 ngoài khơi Malaysia bởi máy bay Nhật Bản khi mà cả 2 con tàu này được Anh cử đi bảo vệ Singapore và Malaysia trước cuộc xâm lược của Nhật Bản.

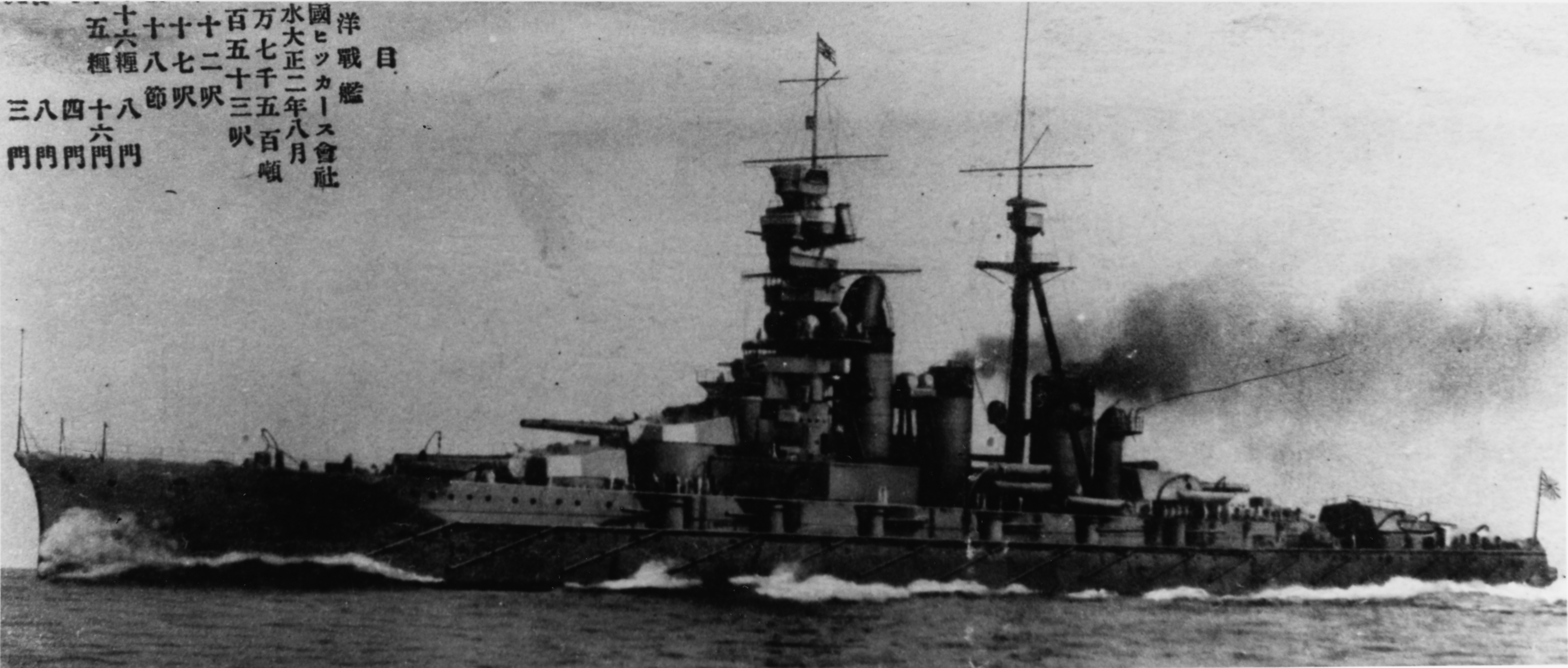
Thiết giáp hạm Nhật Kongō như nó hiện hữu trong những năm 1920, sau khi cải biến thành một thiết giáp hạm nhanh

Không thể tiến hành việc đóng mới do thiếu kinh phí và những hạn chế của Hiệp ước Hải quân Washington, Hải quân Đế quốc Nhật Bản cũng chọn cải tiến những chiếc tàu chiến-tuần dương lớp Kongō (bao gồm: Hiei, Haruna, Kirishima và Kongō) được chế tạo từ đầu thập niên 1910. Góc nâng của các khẩu pháo chính được tăng lên 40 độ, bổ sung đai giáp chống ngư lôi và vỏ giáp bổ sung chống đạn pháo, các ống phóng ngư lôi chìm đều bị loại bỏ để lấy chỗ lắp thêm pháo phòng không và người Nhật cũng thay thế tháp chỉ huy kiểu cũ của chúng bằng tháp chỉ huy dạng "tháp chùa" đặc trưng của Hải quân Nhật. Trọng lượng rẽ nước của chúng tăng thêm 3.800 tấn đã làm giảm tốc độ của chúng, nhưng giữa những năm 1933 và 1940, việc thay thế các nồi hơi đốt than kiểu Yarrow bằng các nồi hơi ống nước đốt dầu kiểu Kampon và tăng chiều dài lườn tàu thêm 8,0 m (26 ft) giúp cho chúng đạt được 55,6 km/h (30 knot). Chúng được xếp lớp lại thành những "thiết giáp hạm nhanh", và chúng trở nên phù hợp hơn với vai trò hộ tống các tàu sân bay, cho dù vỏ giáp và hỏa lực vẫn chưa sánh bằng những thiết giáp hạm thời Đệ Nhất thế chiến còn sống sót của hải quân Mỹ và Anh.

## Tái vũ trang
Khi chiến tranh có thể sẽ lại nổ ra, các nước bắt đầu gầy dựng lực lượng. Thoạt tiên những lời hứa môi miệng vẫn được dành cho Hiệp ước Versailles và Hiệp ước Hải quân Washington, nhưng khi chiến tranh gần như là hiển nhiên thì các thiết kế lại tỏ ra mang nhiều tham vọng.
Cả Đức, Ý, Pháp và Nga đều thiết kế những con tàu mới, thường được bảo vệ tốt hơn đáng kể so với tiền nhiệm thời Thế Chiến I và được một số xem như là những thiết giáp hạm nhanh, cho dù những người khác xem chúng là tàu chiến-tuần dương vì pháo có cỡ nòng nhỏ và tốc độ nhanh. Vào cuối những năm 1930 đa số các quốc gia đều đang chế tạo các thiết giáp hạm nhanh, nhưng do những giới hạn của Hiệp ước Hải quân London thứ hai làm cho những thiết kế này nhấn mạnh đến hỏa lực và sự bảo vệ hơn là tốc độ. Dù sao những thiết giáp hạm mới vẫn có tốc độ đáng ngưỡng mộ so với những thiết giáp hạm thời Đệ Nhất thế chiến.
Cuối cùng, người Ý chọn nâng cấp các thiết giáp hạm cũ của họ thay vì đóng mới tàu chiến-tuần dương, trong khi người Nga đặt lườn lớp Kronshtadt 35.000 tấn, nhưng đã không thể hạ thủy chúng trước khi Đức xâm lược vào năm 1941 và chiếm được một trong các lườn tàu. Những chiếc tàu chiến Xô Viết khác được hạ thủy và tháo dỡ sau chiến tranh. Chỉ có Đức và Pháp kịp hoàn tất những chiếc được xem là tàu chiến-tuần dương thực sự.

### Các thiết kế của Đức
Các thiết giáp hạm bỏ túi (tiếng Đức: Panzerschiffe - tàu bọc thép) của Đức Deutschland, Admiral Scheer và Admiral Graf Spee được chế tạo để đáp ứng giới hạn tải trọng 10.000 tấn do Hiệp ước Versailles đặt ra, là một nỗ lực khác của khái niệm tàu chiến-tuần dương. Cho dù có cái tên "thiết giáp hạm bỏ túi" có vẻ nhấn mạnh đến một thiết giáp hạm thu nhỏ, chúng là những con tàu tương đối nhỏ chỉ với sáu khẩu pháo 280 mm (11 inch), thực ra là những tàu tuần dương hạng nặng rất lớn và trang bị nặng. Tuy nhiên, theo những hiệp ước quốc tế, vũ khí trang bị tối đa cho một tàu tuần dương chỉ là 203 mm (8 inch). Một khẩu pháo với cỡ nòng 280 mm (11 inch) có sức mạnh bắn trúng đích và tầm xa lớn hơn nhiều.
Ở dáng vẻ bên ngoài, kiểu cột ăn-ten đặc trưng giống như thiết giáp hạm (đặc biệt là với Scheer và Graf Spee) cùng cỡ pháo lớn so với tàu tuần dương đương thời đã đem lại cho chúng cái tên "thiết giáp hạm bỏ túi" bởi cả đồng minh lẫn kẻ thù. Chúng đạt được tốc độ khá cao 52 km/h (26 knot), và một sự bảo vệ thỏa đáng; trong khi cố gắng duy trì sát với giới hạn tải trọng cho phép bằng cách dùng kỹ thuật hàn thay cho tán rivet, chỉ mang hai tháp pháo chính, và thay thế động cơ turbine hơi nước thông thường bằng một cặp động cơ diesel khổng lồ chín xy-lanh, mỗi chiếc vận hành một trục chân vịt. Sau việc mất chiếc Graf Spee, hai chiếc còn lại được xếp lớp lại như những "tàu tuần dương hạng nặng", có pháo lớn hơn và vỏ giáp dày hơn so với tàu tuần dương hạng nặng thông thường, nhưng phải trả giá về tốc độ (chúng thực chất có vỏ giáp cơ bản của tàu tuần dương ngoại trừ trên các tháp pháo hạng nặng). Khi những "thiết giáp hạm bỏ túi" được đưa ra hoạt động, chúng bị các tàu chiến-tuần dương thực sự của Anh qua mặt về tốc độ, vũ khí và sự bảo vệ, nhưng Hải quân Đức có thể đã hy vọng ở một ưu thế tạm thời. Những thiết giáp hạm bỏ túi cũng có ưu thế về tầm hoạt động rất xa, và nhỏ hơn nên khó bị bắn trúng.
Hai chiếc tàu chiến hạng nặng khác của Đức được đóng vào cuối những năm 1930, Scharnhorst và Gneisenau, được cho là mạnh hơn nhiều so với những thiết giáp hạm bỏ túi; với chín khẩu pháo hạng nặng thay vì sáu, chúng được xếp loại là những tàu chiến chủ lực thực sự. Ở mức tải trọng 38.900 tấn khi đầy tải, chúng lớn hơn đôi chút so với lớp Dunkerque đôi chút. Hai chiếc thuộc lớp Gneisenau nhanh và có vỏ giáp tốt, nhưng có hỏa lực tương đối yếu so với một thiết giáp hạm, bao gồm ba tháp pháo 280 mm (11 inch) ba nòng. Vào lúc đó, Đức chỉ được phép chế tạo mỗi năm một khẩu pháo có cỡ nòng 305 mm (12 inch) hay lớn hơn do những giới của hiệp ước, và người Đức cũng không muốn đánh động Đồng Minh, nên những con tàu này chỉ được trang bị cỡ pháo 280 mm. Dù sao, tháp súng của chúng cũng được thiết kế để chấp nhận pháo 380 mm (15 inch) nòng đôi với tổng cộng sáu khẩu, khi số lượng đó được sản xuất đủ. Tuy nhiên, hoàn cảnh chung và số phận của hai con tàu sau trận chiến mũi North nơi Scharnhorst bị hỏng nặng bởi hỏa lực pháo và bị đánh chìm bởi ngư lôi, còn Gneisenau bị hư hại nặng do bom và việc sửa chữa nó phải nhường cho những ưu tiên cao hơn, làm cho kế hoạch trên bị hủy bỏ. Hải quân Hoàng gia xếp loại chúng như là tàu chiến-tuần dương vì thiết kế đi theo truyền thống của Hải quân Đế quốc Đức đánh đổi cỡ pháo lấy sự bảo vệ và tốc độ. Dù sao Hải quân Đức vẫn phân loại chúng là thiết giáp hạm. Lớp nối gót Gneisenau không phải là những tàu chiến-tuần dương; các thiết giáp hạm Bismarck và Tirpitz có thêm một tháp pháo và được trang bị pháo 380 mm (15 inch) ngay từ đầu, làm cho chúng trở thành những thiết giáp hạm nhanh thực sự.

### Các thiết kế của Pháp

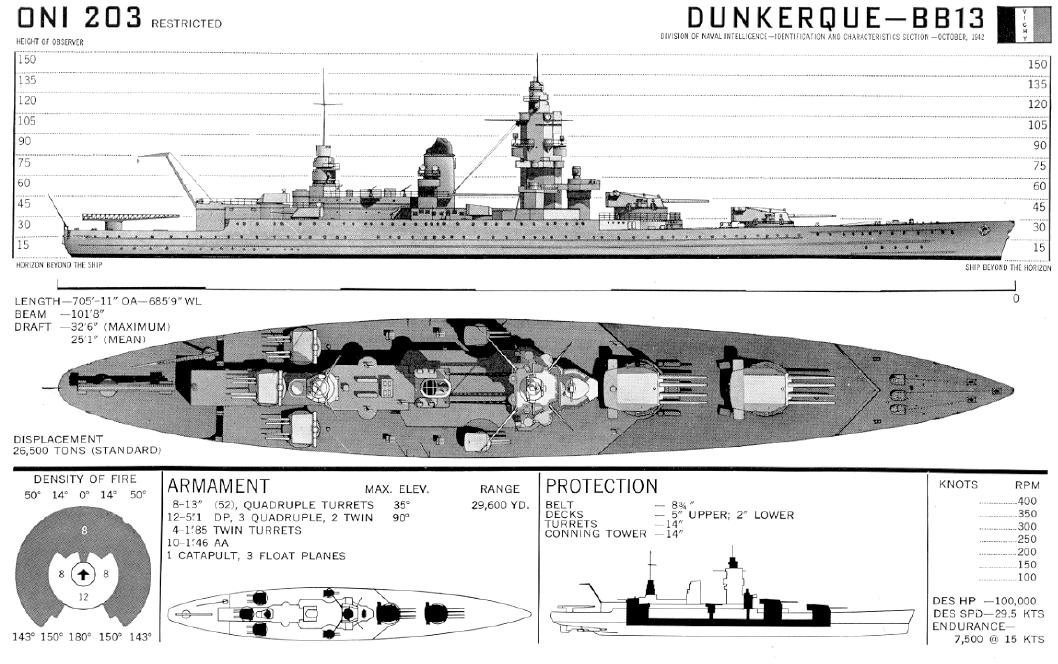
Kế hoạch tàu chiến-tuần dương Pháp Dunkerque

Để trả lời cho những thiết giáp hạm bỏ túi của Đức, Pháp quyết định chế tạo lớp Dunkerque trong những năm 1930. Chúng được trang bị pháo 330 mm (13 inch) sắp xếp trên hai tháp pháo bốn nòng hướng ra phía trước. Được xem là những tàu chiến chủ lực thực sự, chúng lớn hơn đáng kể, nhanh hơn và hỏa lực mạnh hơn so với các thiết giáp hạm bỏ túi Đức mà chúng dự định đối đầu. Lớp Dunkerque được xếp lớp như những thiết giáp hạm nhanh cỡ nhỏ, được thiết kế thu nhỏ lại nhưng vẫn là một phiên bản cân bằng của kiểu tàu này, và cũng được xem là tàu chiến-tuần dương do dàn pháo chính nhỏ hơn so với các thiết giáp hạm hiện hữu. Chúng được tiếp nối bởi lớp Richelieu, tiếp tục có cùng cấu hình nhưng lớn hơn để chấp nhận cỡ pháo 380 mm (15 inch), khiến chúng ngang bằng với các thiết giáp hạm nhanh mới của các nước khác.
Thiết kế cuối cùng này minh họa sự phát triển về kỹ thuật trong những năm giữa hai cuộc thế chiến. Giới hạn cuối cùng của tốc độ con tàu là sức cản của lượng choán nước (vốn gia tăng lũy thừa ba với tốc độ) hơn là trọng lượng, nên vỏ giáp nặng hơn trên những thiết giáp hạm giai đoạn Thế Chiến II chỉ làm chậm hơn một vài knot (4 km/h) so với đồng nghiệp có vỏ giáp nhẹ hơn nhiều. Pháo hạng nặng trang bị trên những thiết giáp hạm nhanh có tốc độ cao và vỏ giáp đầy đủ đã làm mất hiệu lực của khái niệm tàu chiến-tuần dương như một kiểu tàu chiến riêng biệt.

## Chiến tranh Thế giới thứ hai

### Chiến tranh cướp tàu buôn
Trong những năm đầu của cuộc chiến tranh, mỗi tàu Đức có những thành công chừng mực trong việc săn đuổi tàu buôn tại Đại Tây Dương. Các thiết giáp hạm bỏ túi được bố trí độc lập và đã đánh chìm một số tàu, gây ra sự đình trệ các tuyến hàng hải cung cấp đến Anh Quốc. Chúng bị Hải quân Hoàng gia truy đuổi, và trong một dịp, trận River Plate năm 1939, kẻ đi săn trở thành người bị săn đuổi.
Admiral Graf Spee đang ở ngoài biển vào lúc bắt đầu Thế Chiến II và đã thực hiện thành công một số vụ cướp tàu buôn. Ngoài khơi bờ biển Nam Mỹ, Admiral Graf Spee đối đầu cùng tàu tuần dương hạng nặng Anh Exeter và các tàu tuần dương hạng nhẹ Achilles và Ajax. Admiral Graf Spee gây hư hại nặng cho Exeter nhưng bản thân nó cũng bị hư hại đáng kể bên trên cấu trúc thượng tầng bởi hỏa lực của các tàu tuần dương hạng nhẹ. Vỏ giáp của chiếc thiết giáp hạm bỏ túi hầu như chống chọi được, nhưng những hư hại khác khiến nó không thể đi biển mà quay về Đức, buộc phải rút lui về cảng trung lập tại Uruguay. Không thể ở lại trong cảng lâu hơn mà không bị chiếm giữ, và bị các bức điện Anh đánh lừa rằng một lực lượng tàu sân bay và tàu chiến tuần dương trang bị pháo 380 mm (15 inch) đang đến gần, thuyền trưởng chọn giải pháp đánh đắm tàu của mình, và nhận trách nhiệm bằng cách tự sát.
Các tàu chiến-tuần dương Đồng Minh như HMS Renown, HMS Repulse, Dunkerque và Strasbourg được sử dụng trong các hoạt động truy lùng các kẻ cướp tàu buôn là tàu chiến-tuần dương Đức, nhưng chúng hiếm khi đến gần được mục tiêu. Renown từng có một trận chiến ngắn đối đầu các tàu chiến-tuần dương Đức trang bị pháo 280 mm (11 inch), bắn trúng ba phát không nghiêm trọng vào Gneisenau nhưng không thể đuổi kịp vì thời tiết xấu. Một trận chiến đúng nghĩa xảy ra khi thiết giáp hạm Bismarck được tung ra một chuyến cướp tàu buôn và bị HMS Hood cùng thiết giáp hạm HMS Prince of Wales đánh chặn vào tháng 5 năm 1941. Trong trận chiến eo biển Đan Mạch diễn ra sau đó, chiếc tàu chiến-tuần dương cũ của Anh không thể nào sánh được với chiếc thiết giáp hạm mới tinh của Đức, và các quả đạn pháo 380 mm (15 inch) của Bismarck đã làm nổ tung một hầm đạn của Hood gợi nhớ lại trận Jutland. Chỉ có ba người sống sót.
Gneisenau và Scharnhorst cùng tham gia các "cuộc đi săn" chung với nhau và đạt được thành công ban đầu trong việc cướp tàu buôn, đánh chìm tàu buôn tuần dương vũ trang Anh HMS Rawalpindi vào năm 1939. Sau khi sửa chữa những hư hại phải gánh chịu sau chiến dịch Na Uy, hai chiếc tàu chiến-tuần dương lại tiếp nối các đợt cướp tàu buôn vào năm 1941 và đã đánh chìm 22 tàu. Chúng quay về Brest thuộc miền Bắc nước Pháp, nhưng cảng này đã bắt đầu không an toàn dưới các đợt không kích của Không quân Hoàng gia và bị buộc phải quay về Đức. Chúng làm được điều này trong Channel Dash, cuộc vượt qua eo biển Anh Quốc thành công và táo bạo. Tuy nhiên, cả hai đều bị hư hại bởi mìn, và mặc dù Scharnhorst được sửa chữa, Gneisenau lại bị hư hại bởi các cuộc ném bom của Không quân Hoàng gia rồi cuối cùng được tháo dỡ vũ khí và bị đánh chìm làm ụ cản. Scharnhorst được sử dụng một lần nữa trong vai trò cướp tàu buôn và dự tính tấn công các đoàn tàu vận tải Bắc Cực vào tháng 12 năm 1943. Tuy nhiên, nó bất ngờ bị thiết giáp hạm Duke of York cùng các tàu tuần dương Jamaica, Norfolk và Belfast đánh chặn trong trận chiến mũi North và bị đánh chìm vào ngày 26 tháng 12 năm 1943. Hỏa lực pháo 355 mm (14 inch) của Duke of York đã đánh hỏng các tháp pháo và phòng động cơ của nó, rồi các tàu tuần dương và tàu khu trục Anh tháp tùng đã tiếp cận và kết thúc nó bằng ngư lôi.
Việc sử dụng tàu chiến-tuần dương như những kẻ cướp tàu buôn được rút ngắn sau sự kiện Admiral Scheer tấn công một đoàn tàu vận tải được bảo vệ bởi tàu buôn tuần dương vũ trang HMS Jervis Bay. Việc này đã thuyết phục Bộ Hải quân Anh quốc là các đoàn tàu vận tải cần phải được các thiết giáp hạm hay tàu chiến-tuần dương bảo vệ. Những chiếc thiết giáp hạm cũ lớp R và những chiếc lớp Queen Elizabeth chưa được nâng cấp Malaya và Barham được sử dụng cho nhiệm vụ này, vì vẫn còn phù hợp cho dù đã cũ; và sau đó các tàu chiến Đức nhỏ hơn bị đẩy xa khỏi con mồi. Thêm vào đó, khoảng trống trên không bên trên Bắc Đại Tây Dương được lấp kín, kỹ thuật định vị tam giác radio Huff-Duff được cải tiến, radar bước sóng centi-mét gắn trên máy bay được áp dụng, và các đoàn tàu tàu vận tải được bảo vệ bởi các tàu sân bay hộ tống. Kết quả của các sự phát triển trên là việc bảo vệ thành công các đoàn tàu vận tải trong trận chiến biển Barents và trận chiến mũi North.
So sánh với vai trò quan trọng của tàu ngầm trong Trận chiến Đại Tây Dương, vai trò cướp tàu buôn của các tàu chiến-tuần dương chỉ ở bên lề xét về ảnh hưởng của chúng đến kết thúc của cuộc chiến.

### Chiến dịch Na Uy
Cả Hải quân Hoàng gia lẫn Hải quân Đức đều bốt trí những tàu chiến-tuần dương hoạt động trong Chiến dịch Na Uy vào tháng 4 năm 1940. Gneisenau và Scharnhorst đã đụng độ với HMS Renown, và mặc dù chúng có vỏ giáp tốt hơn đối thủ, chiếc tàu Anh lại bắn trúng nhiều hơn ở khoảng cách xa hơn do các tàu Đức gặp những vấn đề về radar trên các con tàu của họ. Chúng tách xa nhau sau khi Gneisenau chịu đựng những thiệt hại. Một trong những quả đạn pháo 380 mm (15 inch) của Renown đã xuyên qua tháp chỉ huy hỏa lực của Gneisenau mà không phát nổ, phá hỏng dây điện và cáp thông tin, các mảnh vỡ giết hại một sĩ quan và năm thủy thủ, cùng phá hủy kính ngắm quang học của tháp pháo 150 mm (6 inch) phía trước. Việc điều khiển dàn hỏa lực chính phải được chuyển ra phía đuôi do tháp chỉ huy bị mất điện. Một quả đạn pháo thứ hai của Renown đánh trúng tháp pháo phía sau của Gneisenau, loại nó khỏi vòng chiến.
Sau đó trong chiến dịch, chúng bắt gặp và đánh chìm tàu sân bay hạng nhẹ HMS Glorious, bản thân cũng là một tàu chiến-tuần dương được cải tiến, và các tàu khu trục hộ tống. Một trong số các tàu khu trục là HMS Acasta đã gây hư hại cho Scharnhorst bằng một quả ngư lôi, và sau đó một tàu ngầm cũng thực hiện thành công điều tương tự đối với Gneisenau, buộc cả hai chiếc phải trải qua nhiều tháng trong ụ tàu để sửa chữa. Thiết giáp hạm bỏ túi Lützow bị hư hại tương tự bởi tàu ngầm HMS Spearfish trong chiến dịch này.

### Địa Trung Hải
Các tàu chiến-tuần dương Pháp đã tháo chạy đến Bắc Phi sau khi Pháp thua trận. Vào tháng 7 năm 1940, Lực lượng H dưới quyền chỉ huy của Đô đốc James Somerville đã đối đầu buộc chúng đầu hàng hoặc tiêu diệt chúng. Dunkerque bị hư hại bởi đạn pháo của HMS Hood tại Mers-el-Kebir nhưng thoát được và gia nhập cùng Strasbourg tại Toulon. Cả hai chiếc đã tự đánh đắm vào ngày 27 tháng 11 năm 1942, mặc dù Strasbourg sau đó được cho nổi lên và được Hải quân Ý sử dụng trước khi bị đánh chìm một lần nữa trong một cuộc không kích vào ngày 18 tháng 8 năm 1944.

### Thái Bình Dương
Chiếc tàu chiến-tuần dương đầu tiên tham gia hoạt động trong cuộc chiến tai Thái Bình Dương là Repulse, khi nó bị đánh chìm gần Singapore vào ngày 10 tháng 12 năm 1941 trong khi tháp tùng thiết giáp hạm HMS Prince of Wales. Nó từng được tái trang bị để bổ sung hỏa lực phòng không và tăng cường vỏ giáp giữa hai cuộc chhiến tranh; nhưng không giống như tàu chị em Renown, Repulse không được tái cấu trúc toàn thể như kế hoạch, thiếu hụt một đai giáp chống ngư lôi. Trong trận chiến ngoài khơi Malaya, tốc độ và sự nhanh nhẹn đã giúp nó giữ vững được và lẩn tránh 19 ngư lôi phóng từ máy bay. Tuy nhiên, mạng lưới phòng không yếu kém của Repulse khiến nó không chống đỡ nổi các đợt ném bom liên tục của quân Nhật, và với việc bảo vệ dưới mặt nước không được tăng cường, Repulse nhanh chóng chìm sau khi trúng vài quả ngư lôi.
Lớp tàu chiến-tuần dương Nhật Kongō được nâng cấp rộng rãi và được tái xếp lớp như những "thiết giáp hạm nhanh", và chúng được sử dụng rộng rãi như những tàu hộ tống cho tàu sân bay trong hầu hết quãng đời hoạt động trong chiến tranh nhờ tốc độ cao của chúng. Tuy nhiên, vũ khí trang bị thời Thế Chiến I còn yếu, và vỏ giáp được nâng cấp vẫn còn mỏng so với thiết giáp hạm đương đại (đai giáp chính của các thiết giáp hạm lớp Kongo chỉ dày khoảng 11 inch, trong khi hầu hết các thiết giáp hạm cùng thời với nó đều có đai giáp dày tối thiểu là 12,1 inch). Trong trận Hải chiến Guadalcanal ngày 12 tháng 11 năm 1942, Hiei được gửi đến bắn phá các vị trí của quân Mỹ. Nó bị hư hại nặng cấu trúc thượng tầng do hỏa lực pháo từ các tàu tuần dương và tàu khu trục Mỹ, phòng động cơ bị bắn thủng ở tầm gần bởi một quả đạn pháo 203 mm (8 inch) từ tàu tuần dương San Francisco. Ngày hôm sau, Hiei tiếp tục bị tấn công bởi nhiều đợt máy bay bay xuất phát từ sân bay Henderson trên đảo Guadalcanal do lực lượng Mỹ chiếm giữ, khiến cuối cùng không thể cứu vớt, và nó bị bỏ mặc cho chìm ở phía Bắc đảo Savo. Vài ngày sau, 15 tháng 11 năm 1942, Kirishima đối đầu với các thiết giáp hạm Mỹ South Dakota và Washington, và đã bị đánh chìm sau khi chịu đựng ít nhất chín phát đạn pháo 406 mm (16 inch) của Washington, làm vô hiệu hóa các tháp pháo phía trước, làm kẹt bánh lái và nhiều lỗ thủng bên dưới mực nước. Tương phản lại, chiếc South Dakota sống sót sau khi chịu đựng 42 phát, trong đó chỉ bao gồm một đạn pháo 355 mm (14 inch) nhưng nhiều phát 203 mm (8 inch) của các tàu tuần dương Nhật Bản đi theo để hộ tống chiếc Kirishima, tất cả đều trúng vào cấu trúc thượng tầng và ống khói. South Dakota buộc phải về Mỹ đại tu mất 4 tháng. Kongō thì may mắn sống sót sau trận chiến vịnh Leyte nhưng nó bị đánh chìm vào ngày 21 tháng 11 năm 1944 tại eo biển Đài Loan bởi ba ngư lôi phóng từ tàu ngầm Mỹ USS Sealion, cùng tàu khu trục Urakaze. Haruna, cũng giống như Kongo, nó cũng có mặt và may mắn sống sót trong các trận đánh lớn là: trận Guadalcanal, trận chiến biển Philippine, và trận chiến vịnh Leyte. Haruna bị máy bay Mỹ xuất phát từ tàu sân bay của Lực lượng Đặc nhiệm 38 (Task Force 38) tấn công khi đang neo đậu tại Căn cứ Hải quân Kure vào ngày 28 tháng 7 năm 1945 và bị chìm ngay tại đó.

## Tàu tuần dương lớn hay "tàu diệt tàu tuần dương"

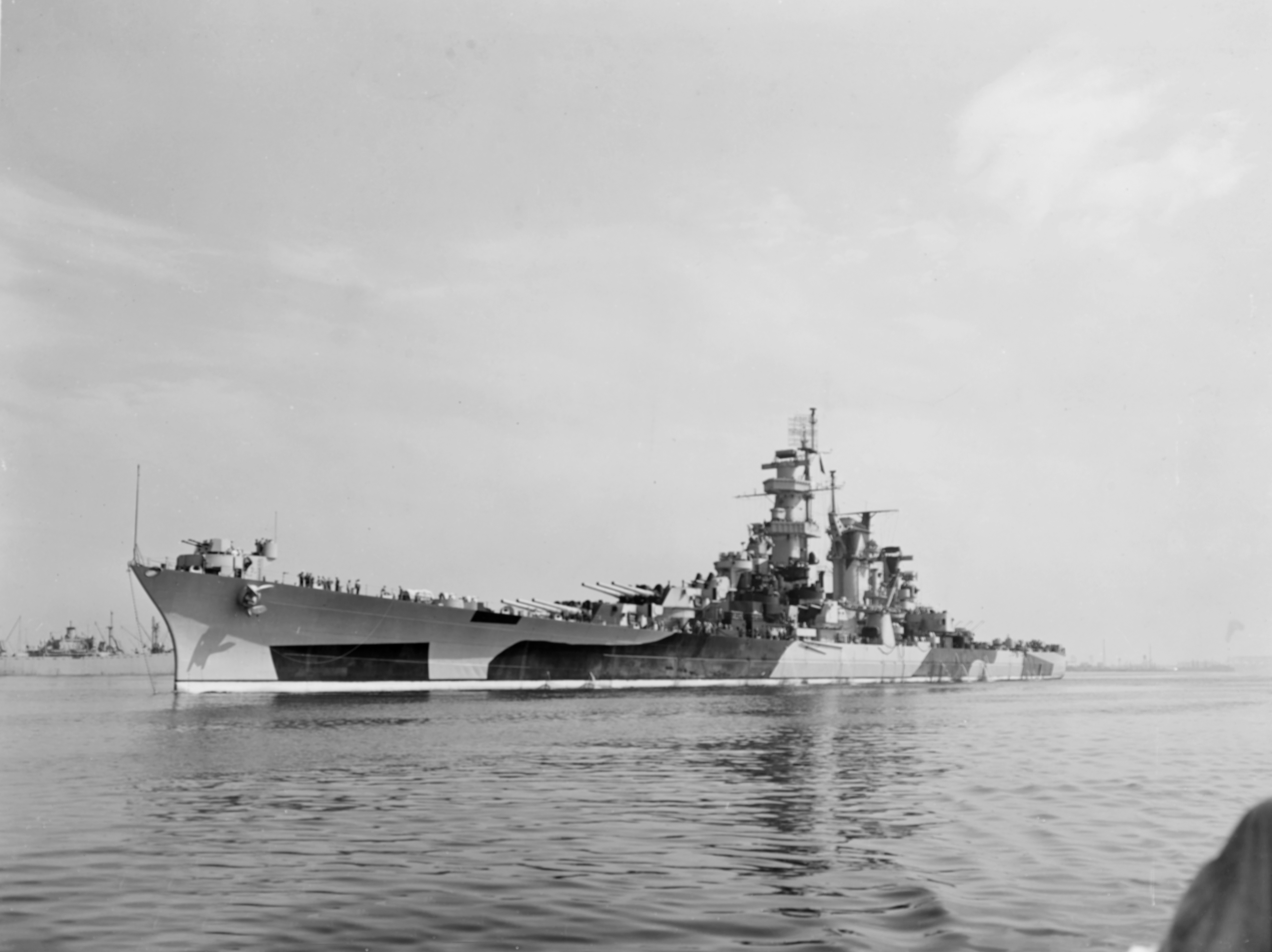
USS Alaska, một trong số hai chiếc "tàu tuần dương lớn" của Hải quân Hoa Kỳ

Vào lúc sắp bắt đầu Thế Chiến II, có một cuộc hồi sinh muộn màng mối quan tâm đến những con tàu trung gian giữa thiết giáp hạm và tàu tuần dương. Trong khi một số xem chúng là những tàu chiến-tuần dương, chúng chưa bao giờ được xếp lớp như tàu chiến chủ lực, và chỉ được mô tả như là những "siêu-tuần dương", "tàu tuần dương lớn" hoặc ngay cả "tàu tuần dương không giới hạn". Chú́ng được tối ưu hóa như những tàu diệt tàu tuần dương, trinh sát hạm đội hay cướp tàu buôn. Hà Lan, Nhật Bản, Liên Xô và Mỹ đều vạch kế hoạch cho lớp tàu mới được thiết kế nhằm để đối phó những tàu tuần dương hạng nặng lớn đang được đối thủ chế tạo, đặc biệt là với lớp Mogami của Nhật Bản. Đức cũng thiết kế một lớp tàu chiến-tuần dương được bảo vệ nhẹ.
Những tàu chiến-tuần dương đầu tiên như vậy là Thiết kế 1047 của Hà Lan. Chưa bao giờ được chính thức đặt tên, người Hà Lan muốn có chúng để bảo vệ các thuộc địa tại Đông Ấn vốn phải đối mặt với cuộc xâm lấn của Nhật Bản. Được thiết kế với sự trợ giúp của Đức và Ý, chúng khá giống lớp Scharnhorst của Đức và có cùng dàn pháo chính, nhưng có thể nhẹ hơn đáng kể và chỉ được bảo vệ chống lại đạn pháo 203 mm (8 inch). Mặc dù thiết kế đã hoàn tất, việc chế tạo không bao giờ được khởi sự do việc Đức xâm chiếm Hà Lan vào tháng 5 năm 1940, trong khi chiếc đầu tiên được dự tính đặt lườn vào tháng 6 năm đó.
xxxxnhỏ|phải|Bản vẽ lớp Alaska]]
Đức dự định chế tạo ba chiếc tàu chiến-tuần dương thuộc Lớp O như một phần của chương trình mở rộng Hải quân Đức (Kế hoạch Z). Với sáu khẩu pháo 380 mm (15 inch), tốc độ nhanh, tầm hoạt động xa nhưng vỏ giáp rất mỏng, chúng được dự tính như những tàu cướp tàu buôn. Chỉ có một chiếc được đặt hàng không lâu trước khi Đệ Nhị thế chiến nổ ra nhưng không có công việc nào được tiến hành. Chưa được đặt tên, chúng chỉ được biết đến như là O, P, và Q. Lớp tàu mới không được Hải quân Đức hoan nghênh rộng rãi; việc bảo vệ yếu kém một cách bất thường khiến cho chúng bị gán cái tên lóng chê bai Ohne Panzer Quatsch (vô lý không có vỏ giáp) lan truyền trong nội bộ Hải quân.
Lớp duy nhất trong số các tàu chiến-tuần dương muộn này được đặt lườn là ba chiếc "tàu tuần dương lớn" lớp Alaska của Hải quân Hoa Kỳ: Alaska, Guam và Hawaii, nhưng chỉ có Alaska và Guam được hoàn tất. Alaskas được xếp lớp "tàu tuần dương lớn" thay vì tàu chiến-tuần dương, và tình trạng không phải là tàu chiến chủ lực được minh chứng khi chúng chỉ được đặt tên theo lãnh thổ hoặc vùng quốc hải của Hoa Kỳ (trái ngược với thông lệ đặt tên thiết giáp hạm theo tên của tiểu bang, và tàu tuần dương được đặt tên theo thành phố). Nhưng với một dàn pháo chính bao gồm chín khẩu pháo 305 mm (12 inch) trên ba tháp pháo ba nòng và một trọng lượng rẽ nước 27.000 tấn, Alaskas lớn gấp đội về kích cỡ so với lớp tàu tuần dương Baltimore dẫn trước và pháo có đường kính cỡ nòng lớn hơn khoảng 50%. Tuy nhiên, chúng thiếu một đai giáp dày và một hệ thống bảo vệ chống ngư lôi của một tàu chiến chủ lực thực sự; và không giống như đa số tàu chiến-tuần dương, chúng được xem là một thiết kế cân bằng (theo tiêu chuẩn tàu tuần dương) vì việc bảo vệ có thể chịu đựng hỏa lực của chính cỡ nòng pháo của nó, mặc dù chỉ hơn một khoảng hẹp. Chúng được thiết kế để săn đuổi và tiêu diệt các tàu tuần dương hạng nặng Nhật Bản, cho dù đến lúc được đưa ra hoạt động, đa số tàu tuần dương Nhật đã bị máy bay và tàu ngầm Mỹ đánh chìm. Giống như các thiết giáp hạm nhanh lớp Iowa đương thời, tốc độ nhanh của chúng cuối cùng lại tỏ ra hữu dụng trong vai trò hộ tống tàu sân bay và tàu hỗ trợ hỏa lực hơn là tàu chiến đấu trên biển như dự định lúc thiết kế. Hawaii hoàn tất được 84% khi kết thúc chiến tranh, và bị bỏ không nhiều năm, trong khi những kế hoạch được bàn cãi nhằm cải biến lườn tàu to lớn của nó thành một tàu trang bị tên lửa hay tàu chỉ huy; nhưng cuối cùng nó bị tháo dỡ mà không hoàn tất. Ba tàu khác được dự định đặt tên là Philippines, Puerto Rico và Samoa đều bị hủy bỏ.
Người Nhật bắt đầu thiết kế lớp B64, vốn tương tự như Alaska nhưng trang bị pháo 310 mm (12,2 inch). Những tin tức về lớp Alaskas khiến họ nâng cấp thiết kế, tạo ra B65. Được trang bị pháo 355 mm (14 inch), B65 sẽ là những chiếc được vũ trang tốt nhất trong lứa tàu chiến-tuần dương mới, nhưng chúng vẫn chỉ được bảo vệ chống lại đạn pháo 203 mm (8 inch). Giống như những chiếc của Hà Lan, người Nhật đã tiến xa đến mức hoàn tất thiết kế của B65, nhưng không bao giờ đặt lườn chúng. Vào lúc những thiết kế đã sẵn sàng, Hải quân Nhật nhận ra họ ít cần đến kiểu tàu này, và sự ưu tiên chế tạo được dành cho tàu sân bay. Giống như Alaska, người Nhật không gọi các con tàu này là tàu chiến-tuần dương, mà liên hệ chúng như là những tàu tuần dương hặng nặng siêu lớn.

## Những thiết kế trong Chiến tranh Lạnh
Cho dù thực tế của Thế Chiến II cho thấy thiết giáp hạm và tàu chiến-tuần dương nói chung đã lạc hậu, sự ưa thích của I. V. Stalin đối với tàu chiến trang bị súng lớn đã khiến Liên Xô vạch kế hoạch cho nhiều lớp tàu tuần dương lớn trong cuối những năm 1940 và đầu những năm 1950, sẽ là câu trả lời cho lớp tàu Alaska. Tại Liên Xô, chúng được gọi là "tàu tuần dương hạng nặng" (thyazholyi kreyser). 
Kết quả của chương trình này những tàu tuần dương Stalingrad với tải trọng tiêu chuẩn 36.500 tấn (42.300 tấn khi đầy tải), 9 pháo 305 mm (12 inch) và tốc độ 65 km/h (35 knot). Những con tàu này được đặt lườn vào năm 1951–1952, nhưng sau cái chết của Stalin chúng bị hủy bỏ vào tháng 4 năm 1953. Ngoài việc chi phí cao, lý do chính là tàu chiến trang bị pháo lớn đã tỏ ra lạc hậu với sự ra đời của tên lửa điều khiển. Chỉ một phần lườn trung tâm của chiếc tàu tuần dương thứ nhất Stalingrad được hạ thủy vào năm 1954 và được sử dụng như mục tiêu phóng rocket. 

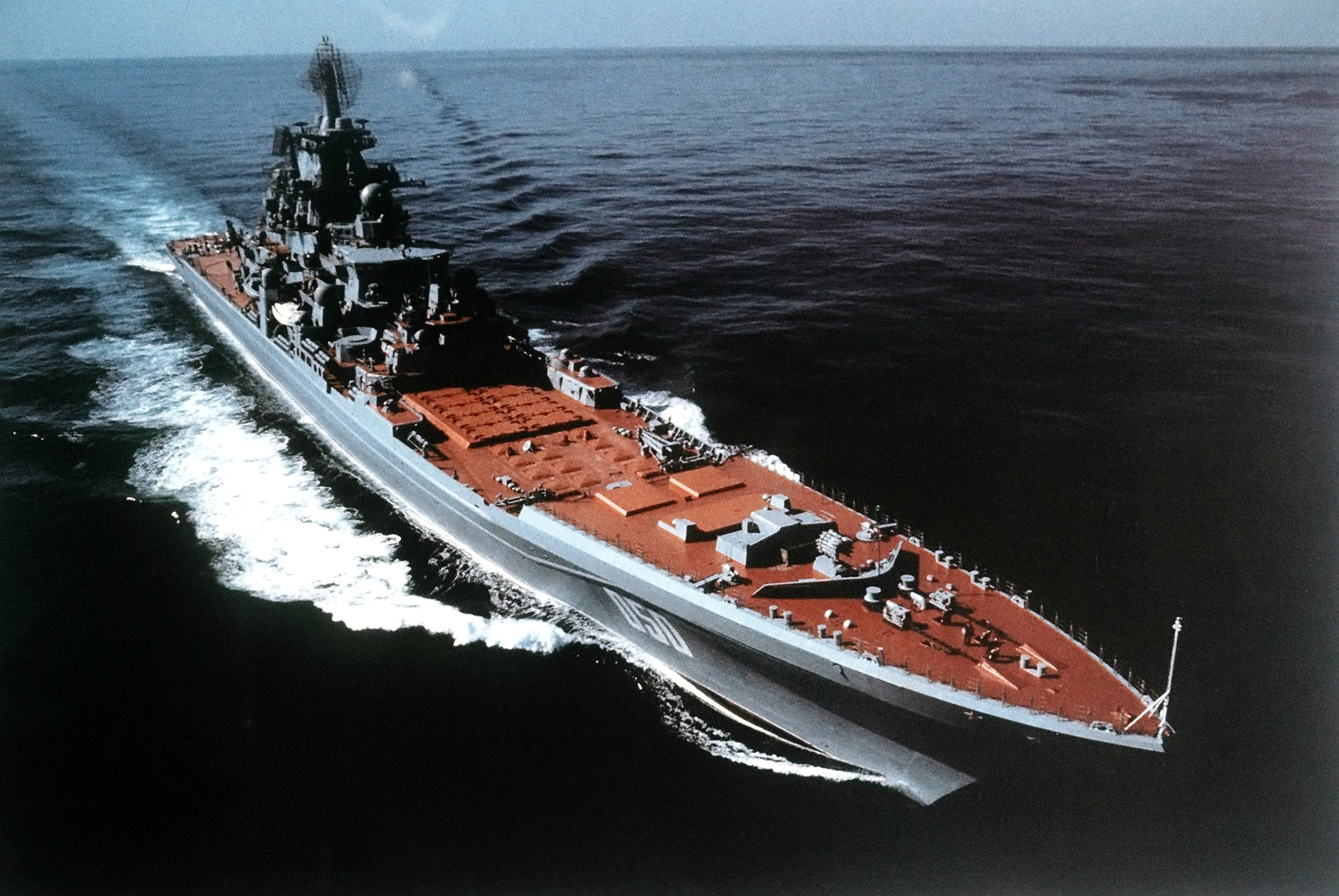
Admiral Lazarev, trước đây là Frunze, chiếc thứ hai trong lớp tàu tuần dương Kirov

Lớp Kirov của Liên Xô là những "Tàu tuần dương nguyên tử tên lửa hạng nặng" (Tyazholyy Atomnyy Raketny Kreyser), có trọng lượng rẽ nước khoảng 26.000 tấn, và được tạp chí chuyên ngành Jane's Fighting Ships ấn bản năm 1996–1997 xếp loại như là tàu chiến-tuần dương, cho dù trong thực tế chúng là những tàu tuần dương tên lửa rất lớn. Việc xếp lớp chúng như những tàu chiến-tuần dương xuất phát từ trọng lượng rẽ nước vốn xấp xỉ với một thiết giáp hạm thời Đệ Nhị thế chiến, và một thực tế là chúng sở hữu một dàn hỏa lực mạnh hơn mọi tàu nổi khác. Tuy nhiên, lớp Kirov thiếu một vỏ giáp dày vốn phân biệt tàu chiến-tuần dương khỏi các tàu tuần dương thông thường; và bản thân chúng được xếp lớp tại Nga là những "tàu tuần dương tên lửa hạng nặng". Bốn chiếc trong lớp tàu này đã được hoàn tất: Kirov, Frunze, Kalinin và Yuri Andropov; và vì tất cả đều được đặt tên theo những nhân vật nổi bật trong các chính trị gia Xô Viết, sau khi Liên Xô sụp đổ chúng được đặt lại những cái tên truyền thống của Hải quân Đế quốc Nga: Đô đốc Ushakov, Đô đốc Lazarev, Đô đốc Nakhimov và Petr Velikiy tương ứng. Do thiếu hụt kinh phí, hai thành viên của lớp đã được cho ngừng hoạt động, mặc dù Petr Velikiy và Đô đốc Nakhimov đang hoạt động thường trực và kinh phí đang được dự trù cho khả năng sửa chữa Đô đốc Lazarev. Nakhimov được đưa trở lại hoạt động sớm vào đầu năm 2006, có thể là do tình trạng căng thẳng gia tăng tại khu vực Trung Đông và khả năng của Hải quân Nga sẽ tham gia hoạt động tại đây.

## Những vấn đề về ý tưởng
Trong thực tế, các tàu chiến-tuần dương hiếm khi hoạt động độc lập như được dự định khi thiết kế. Ý tưởng tàu chiến-tuần dương không cần có vỏ giáp chống lại cỡ pháo của chính nó dựa trên lý luận là chúng được thiết kế để tiêu diệt những tàu nhỏ hơn. Điều này được chứng minh thành công trong những trận chiến đầu tiên của Thế Chiến I, như Heligoland Bight và quần đảo Falkland, nơi mà tàu chiến-tuần dương vượt trội so với các tàu tuần dương nhỏ hơn hoặc cũ hơn. Tuy nhiên các cuộc đụng độ sau đó của cuộc chiến chứng kiến ranh giới mờ nhạt của sự bố trí thiết giáp hạm và tàu chiến-tuần dương, khi cả hai kiểu tàu cùng tham gia hàng chiến trận. Trong trận Dogger Bank, tàu chiến-tuần dương đối đầu với tàu cùng kiểu, và tàu chiến-tuần dương không có vỏ giáp cho một trận chiến như vậy. Trận Jutland chứng kiến các tàu chiến-tuần dương của Đô đốc Hipper trước tiên đụng độ với các tàu chiến-tuần dương của Đô đốc David Beatty rồi với các thiết giáp hạm nhanh của Hải đội Thiết giáp hạm 5 Anh Quốc.
Lớp vỏ giáp trên các tàu chiến-tuần dương thế hệ đầu tiên chắc chắn là dày hơn so với tàu tuần dương bọc thép, nhưng sau đó những thiết kế với vỏ giáp dày hơn vẫn không đủ khả năng chống chọi lại hỏa lực từ các tàu chiến-tuần dương khác, khi mà sự gia tăng kích cỡ dàn pháo chính của tàu chiến chủ lực vượt trội hơn sự cải tiến vỏ giáp trên tàu chiến-tuần dương. HMS Lion có dàn pháo chính 343 mm (13,5 inch), lớn hơn đa số các thiết giáp hạm của Hạm đội Biển khơi Đức và nhiều thiết giáp hạm cũ của Hạm đội Grand Anh Quốc. Trong khi Hood có sự bảo vệ thỏa đáng cho thời kỳ Jutland, nó chỉ ở sát giới hạn có thể chống chọi lại được thế hệ tàu chiến chủ lực mới trang bị pháo 406 mm (16 inch) xuất hiện không lâu sau khi nó hoàn tất vào năm 1920, tiêu biểu là lớp Colorado của Mỹ và lớp Nagato của Nhật.
Một số tác giả đã nêu ra việc vỏ giáp yếu hơn trên tàu chiến-tuần dương Anh, khi so với đối thủ tương đương của Đức, là nguyên nhân của những mất mát, nhưng đây không phải là yếu tố quan trọng nhất. Vấn đề chính là một con tàu với vỏ giáp mỏng cho tháp pháo không chịu đựng được việc vận chuyển thuốc đạn kém. Trong Thế Chiến I, tàu chiến-tuần dương của cả Anh và Đức đều có tháp pháo bị đạn bắn thủng. Các tàu Anh đã thể hiện kém, trong khi tàu Đức chịu đựng tốt hơn, là do sự vận chuyển thuốc súng tốt hơn. Không cần phải bắn trúng trực tiếp hầm đạn mới có thể làm nổ tung một tàu chiến-tuần dương Anh, chỉ cần bắn thủng tháp pháo của nó. Về mặt thiết kế Lion được xem là cùng thời với Seydlitz; cả hai đều tương đương về lượng rẽ nước và tốc độ. Chiếc tàu chiến-tuần dương Đức đã đánh đổi cỡ pháo lấy vỏ giáp dày, hơn nhưng sự khác biệt không đáng kể đến mức chúng thể hiện khác nhau trong chiến trận, vì cả Lion và Seydlitz đều bị bắn thủng vỏ giáp hầm đạn vào một lúc nào đó trong quãng đời hoạt động. Đúng hơn, đó là do quy trình vận chuyển thuốc phóng đạn; sự kiện chiếc Seydlitz suýt bị mất trong trận Dogger Bank đã đủ thuyết phục người Đức là họ cần phải cẩn thận hơn. Sau trận đánh, cho dù không được chính thức chỉ thị bởi lãnh đạo Hạm đội Grand, thủy thủ trên một số tàu chiến-tuần dương Anh bắt đầu cho chứa quá nhiều liều thuốc phóng bên ngoài các hầm đạn trong khi lại để ngỏ các cửa ngăn lửa nhằm tăng tốc độ bắn.
Trong Thế Chiến II các cuộc đối đầu gần quy mô lớn giữa các hạm đội đã không diễn ra. Tàu chiến-tuần dương sánh đôi cùng thiết giáp hạm trong các vai trò như cướp tàu buôn (Đức), hộ tống đoàn toàn tàu vận tải, hay trong thành phần các đội đặc nhiệm. Trong các chiến dịch mà tàu chiến-tuần dương từng đối đầu với thiết giáp hạm, như Hood với Bismarck, Scharnhorst với Duke of York và Kirishima với Washington, tàu chiến-tuần dương thường bị tiêu diệt bởi hỏa lực pháo. Lớp tàu chiến-tuần dương Nhật Kongō có lớp vỏ giáp mỏng theo tiêu chuẩn Thế Chiến I, và những nâng cấp cùng hiện đại hóa không thể theo kịp sự tăng trưởng của các cỡ hải pháo. Chúng đã thể hiện kém, khi phòng động cơ của Hiei bị bắn thủng bởi đạn pháo tàu tuần dương 203 mm (8 inch) ở khoảng cách gần trong trận Hải chiến Guadalcanal, trong khi sơ đồ bảo vệ của Kirishima tỏ ra vô vọng trước cỡ pháo 406 mm (16 inch)/45 caliber của Washington. Giống như thiết giáp hạm, tàu chiến-tuần dương tỏ ra mong manh trước ngư lôi, vì nhiều thiết kế thời Đệ Nhất thế chiến thiếu một hệ thống phòng thủ chống ngư lôi mà mãi sau này mới áp dụng cho tàu chiến chủ lực thời Thế Chiến II; khiếm khuyết này được minh họa bởi việc đánh chìm Repulse và Kongō, bị mất nhanh chóng chỉ sau khi trúng phải vài ngư lôi.